# Liste der Kulturdenkmale in Mügeln

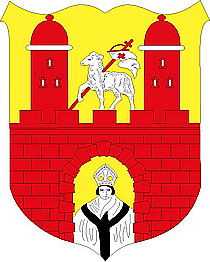
Wappen von Mügeln

In der Liste der Kulturdenkmale in Mügeln sind die Kulturdenkmale der sächsischen Stadt Mügeln verzeichnet, die bis Juni 2020 vom Landesamt für Denkmalpflege Sachsen erfasst wurden (ohne archäologische Kulturdenkmale). Die Anmerkungen sind zu beachten.
Diese Aufzählung ist eine Teilmenge der Liste der Kulturdenkmale im Landkreis Nordsachsen.

## Mügeln
| Bild                                    | Bezeichnung | Lage                                              | Datierung | Beschreibung | ID       |
| --------------------------------------- | --- | ------------------------------------------------- | --- | --- | -------- |
| Direkt Bild zu diesem Denkmal hochladen | Wohnhaus in geschlossener Bebauung | Altmarkt 1 (Karte)                                | Bezeichnet mit 1817 | Repräsentatives Fachwerkhaus am Altmarkt mit markanter Kubatur, baugeschichtlich und straßenbildprägend von Bedeutung. Erdgeschoss massiv, Obergeschoss Fachwerk, straßenseitig verputzt, hofseitig sichtbar, hohes Mansarddach (Biberschwanzdeckung), Dachgauben mit Holzgewänden, Bruchsteinsockel, Sandsteingewände, Rundbogeneingang mit Schlussstein, bezeichnet mit 1817, Schlagläden, Holztraufe. | 08965706 |
|                                         | Sühnekreuz | Altmügelner Straße (Karte)                        | 16. Jahrhundert oder später | Reste eines Steinkreuzes, ortshistorische Bedeutung, Granit | 08965735 |
| Weitere Bilder                          | Schule und Denkmal (Altmügelner Schule, heute Grundschule Mügeln) | Altmügelner Straße 14 (Karte)                     | Um 1880 (Schule); 1913 (Denkmal) | Zeittypischer Putzbau mit übergiebeltem Mittelrisalit, baugeschichtlich, ortsgeschichtlich und straßenbildprägend von Bedeutung. - Schule: zweigeschossiger, massiver Putzbau über hakenförmigem Grundriss, Bruchsteinsockel, Mittelrisalit mit Dreiecksgiebel und Okuli, Zwillingsfenster, alte Türen, Gurtgesims, Ecklisenen, Sandsteingewände, Walmdach (Naturschiefer) - Denkmal: Porphyrstele, grob behauen, nach oben spitz zulaufend mit kugelförmiger Bekrönung, Inschrift „1813, 18. Okt. 1913“ | 08965734 |
|                                         | Pfarrhaus, Seitengebäude und Einfriedung | Altmügelner Straße 16 (Karte)                     | Um 1915 | Repräsentativer Putzbau, baugeschichtlich und ortsgeschichtlich von Bedeutung. - Pfarrhaus: zweigeschossiger Putzbau, alte Fenster mit Schlagläden, Portal mit kräftigem Porphyrtuffgewände, über der geraden Verdachung Kreuz mit zwei Kartuschen (beidseitig), profilierte Traufe, Walmdach (Biberschwanzdeckung) mit Fledermausgauben, überdachter Anbau mit Walmdach - Seitengebäude: zweigeschossiger, massiver Putzbau, vorwiegend Sandsteingewände, im Erdgeschoss jüngerer Garagenanbau, ursprünglich Stallbereich, Satteldach - Einfriedung: Bruchsteinmauer, verputzt | 08965739 |
| Weitere Bilder                          | Marienkirche Altmügeln mit Kirchhof und Einfriedung, vier Grabmale, Denkmal für die Gefallenen des Ersten Weltkrieges sowie Lutherlinde | Altmügelner Straße 18 (Karte)                     | Zwischen 1478 und 1522 (Kirche); Ende 18. Jahrhundert und Anfang 19. Jahrhundert (Grabmale Däweritz); um 1840 (Grabmal Hans); 1917 (Gedenkbaum); nach 1918 (Kriegerdenkmal) | Spätgotische Saalkirche mit sehr hohem Krüppelwalmdach, ehemalige Wallfahrtskirche, baugeschichtlich, ortsgeschichtlich und ortsbildprägend von Bedeutung. - Kirche: verputzter Bruchsteinbau mit 5/8-Schluss, Strebepfeiler, Gliederungen in Rochlitzer Porphyr, im Süden Portal mit Vorhalle, spitzbogige Fenster, turmhohes Krüppelwalmdach, der nicht axiale Westturm mit Satteldach und Dachreiter - Grabmal Hans: breite Sandsteinstele mit kannelierten Eckpilastern, Bekrönung durch Kreuz und Blumenschmuck, Tafeln aus weißem Naturstein - Einfriedung: verputztes Mauerwerk, teilweise mit Sandsteinabdeckung, Nordtor mit zweiflügligem Ziergittertor (bezeichnet mit 1900), Tor südlich der Kirche mit zweiflügligem Ziergittertor (bezeichnet mit 1884), ehemalige Pforte mit profilierten Sandsteinpfeilern östlich des Südtores, weitere Pforte an der Ostseite - Grabmale: drei Grabmale der Familie Däweritz: - 1. Sandsteinstele mit zwei ovalen Medaillons im Mittelfeld, Bekrönung fehlt, Girlandenschmuck - 2. kannelierte Sandsteinsäule auf Sockel, Girlandenschmuck und Korallenschmuck, abschließend Putti, metallenes Medaillon, Inschrift „Ruhestätte der Fam. Däweritz in Grauschwitz“ - 3. Sandsteinstele mit zwei flankierenden Putti, Inschriftenfeld nicht mehr lesbar, abschließend Volutenornament, alle mit vorgelagerten urnenartigen Gefäßen aus Sandstein - Kriegerdenkmal: kräftiger Granitpfeiler mit pyramidalem Abschluss, mehrstufiger Sockel, umlaufender Fries mit Eichenlaub und Stahlhelm, Inschrift „Sei getreu bis in den Tod, unseren Gefallenen, die Kirchfahrt Altmügeln“, Schwert, an den Seiten Namen der Gefallenen, durch Baumpaar aus Winter-Linden (Tilia cordata) flankiert - Lutherlinde: gepflanzt zum 400. Jahrestag der Thesenanschlags durch Martin Luther | 08965737 |
| Direkt Bild zu diesem Denkmal hochladen | Wohnhaus in Ecklage mit Seitenflügel | Badergasse 1 (Karte)                              | 1. Hälfte 19. Jahrhundert | Als Teil des alten Stadtkerns baugeschichtlich und ortsentwicklungsgeschichtlich von Bedeutung. Zweigeschossiger Putzbau, Krüppelwalmdach, im Erdgeschoss Laden, im Obergeschoss drei Rundbogenfenster, Fassade um 1910 modernisiert, Hauseingang am Seitenflügel zur Badergasse. | 08966412 |
| Direkt Bild zu diesem Denkmal hochladen | Wohnhaus in geschlossener Bebauung | Badergasse 8 (Karte)                              | Bezeichnet mit 1830 | Als Teil des alten Stadtkerns baugeschichtlich und ortsentwicklungsgeschichtlich von Bedeutung. Zweigeschossiger Putzbau, Tür- und Fensterrahmungen in Naturstein, Stichbogenportal mit Schlussstein (bezeichnet mit „JCK 1830“), Satteldach. | 08966413 |
| Direkt Bild zu diesem Denkmal hochladen | Nebengebäude (mit Oberlaube) | Badergasse 10 (Karte)                             | Um 1830 | Seltenes Beispiel für Fachwerkbauweise im städtischen Kontext, baugeschichtlich von Bedeutung. Zweigeschossig, Erdgeschoss massiv, Satteldach, Fachwerkobergeschoss straßenseitig, rückseitig vorkragende Oberlaube mit Speicherluke, gut erhalten, neue Fenster. | 08965711 |
| Direkt Bild zu diesem Denkmal hochladen | Wohnhaus in geschlossener Bebauung | Badergasse 12 (Karte)                             | Um 1830 | Charakteristisches kleinstädtisches Bürgerhaus nach 1800, besonders markant das Segmentbogenportal, baugeschichtlich und ortsentwicklungsgeschichtlich von Bedeutung. Zweigeschossiger Bau, verputzt, Satteldach, Segmentbogenportal mit Schlussstein. | 08966416 |
| Direkt Bild zu diesem Denkmal hochladen | Wohnhaus in offener Bebauung | Badergasse 16 (Karte)                             | Bezeichnet mit 1800 | Spätbarocker Putzbau in städtebaulich wichtiger Lage, baugeschichtlich von Bedeutung, als ehemalige Baderei ortsgeschichtlich relevant. Erdgeschoss massiv, Obergeschoss Fachwerk verputzt, alter Putz mit leichter Putznutung (Fenstergewände), Segmentbogenportal mit Schlussstein, Holztraufe, neue Haustür, neue liegende Fenster im Erdgeschoss, Krüppelwalmdach (Biberschwanzdeckung). | 08965712 |
| Weitere Bilder                          | Döllnitzbahn (Sachgesamtheit) | Bahnhofstraße 2 (Karte)                           | 1884–1885 | Sachgesamtheitsbestandteil der Sachgesamtheit Döllnitzbahn, mit folgendem Einzeldenkmal: Empfangsgebäude eines Bahnhofs (siehe auch Einzeldenkmal 08965720), mit folgendem Sachgesamtheitsteil: Strecke der Schmalspurbahn (siehe auch Sachgesamtheit 09305782, Oschatz, Bahnhofsplatz 1); alter Bahnhof der Schmalspurbahn „Wilder Robert“, singuläre Stellung, eisenbahngeschichtlich und technikgeschichtlich von Bedeutung | 09305783 |
| Weitere Bilder                          | Empfangsgebäude des Bahnhofs Mügeln (Einzeldenkmal zu ID-Nr. 09305783) | Bahnhofstraße 2 (Karte)                           | 1884 | Einzeldenkmal der Sachgesamtheit Döllnitzbahn; alter Bahnhof der Schmalspurbahn „Wilder Robert“, singuläre Stellung, eisenbahngeschichtlich und technikgeschichtlich von Bedeutung. Zweigeschossiger Putzbau, Bruchsteinsockel, Gurtgesims, Putznutung, Seitenrisalit mit Krüppelwalmdach, originale Haustür, eingeschossiger Seitenflügel, Gliederung durch Zwillingsfenster, Walmdach mit Dachhecht. | 08965720 |
|                                         | Mietvilla | Bahnhofstraße 15 (Karte)                          | Um 1915 | Weitgehend original erhaltenes Gebäude im traditionellen Stil der Zeit um 1915, baugeschichtlich von Bedeutung. Zweigeschossiger Putzbau mit Standerker, originale Fenster, Rollläden, teilweise alte Putzgliederung, Sandsteingesimse, weiter Dachüberstand, oktogonaler Eckturm mit geschweifter Haube (Naturschiefer), Windfang in Fachwerkkonstruktion und original farbiges Fensterglas sowie originale Haustür, Walmdach mit Schopf, Biberschwanzdeckung. | 08965721 |
|                                         | Wohnhaus und angebautes Speichergebäude | Bahnhofstraße 17 (Karte)                          | Um 1905 | Weitgehend original erhaltene, zeittypische Bauten in Klinkermischbauweise, baugeschichtlich und straßenbildprägend von Bedeutung. - Wohnhaus: zweigeschossig, Erdgeschoss in Klinker mit Segmentbogenfenstern, verputztes Obergeschoss, Zwerchhäuser mit Zierfachwerk und originaler Fenstersprossung, originale Haustür - Fabrikgebäude: dreigeschossig mit Mezzaningeschoss, flaches Satteldach, Erdgeschoss Backstein mit flachbogigen Fenstern, Obergeschosse verputzt mit Klinkerlisenengliederung, doppelter Zahnschnittfries, Eckbetonung durch kleine Eckpfeiler mit Satteldach | 08965722 |
| Direkt Bild zu diesem Denkmal hochladen | Villa | Clara-Zetkin-Straße 9 (Karte)                     | 1905 | Schönes Beispiel der gründerzeitlichen Stadterweiterung um die Jahrhundertwende, baugeschichtlich von Bedeutung. Eingeschossiger Putzbau über vielgliedrigem Grundriss, aufwändige Putzgliederung, originale Haustür, teilweise originale Fenster mit Bleiglas, neue Fenster denkmalgerecht eingefügt, neue Treppe und Balkon, teils Satteldach, teils Walmdach mit Schopf, Biberschwanzdeckung. | 08965730 |
| Direkt Bild zu diesem Denkmal hochladen | Wohnhaus in offener Bebauung | Döbelner Straße 19 (Karte)                        | Ende 19. Jahrhundert, spätere Veränderungen | Zeittypischer Putzbau mit historisierender Fassade, baugeschichtlich von Bedeutung. Zweigeschossiger Putzbau mit historisierender Fassadengliederung, Erdgeschoss mit Putznutung, im Obergeschoss gerade Fensterbedachungen, Akzentuierung durch eine Dreiechksgiebelverdachung, Gliederungselemente in Sandstein, Satteldach, seitlich Anbau. | 08966457 |
| Direkt Bild zu diesem Denkmal hochladen | Denkmal für Dr. Georg Schmorl | Dr.-Friedrichs-Straße (Karte)                     | Nach 1970 | Ortsgeschichtlich von Bedeutung. Porphyrtuffstele mit Metallplatte, Halbrelief von Dr. Christian Georg Schmorl, in Mügeln geborener Mediziner. | 08965723 |
| Weitere Bilder                          | Meilenstein | Dr.-Friedrichs-Straße (Karte)                     | Um 1840 | Königlich-Sächsischer Meilenstein, verkehrshistorische Bedeutung. Ca. 50 cm hoher Sandsteinpfeiler, abgerundeter Abschluss, eingetiefte Schriftfelder, einseitig noch Inschrift „Mügeln“ erkennbar, verwittert. | 08965692 |
| Direkt Bild zu diesem Denkmal hochladen | Wohnhaus in geschlossener Bebauung | Dr.-Friedrichs-Straße 2 (Karte)                   | Ende 17. Jahrhundert | Stattlicher Putzbau mit Laden, markante Rundbogenöffnungen im Erdgeschoss, wertvolle alte Bausubstanz, ältestes Gebäude der Dr.-Friedrichs-Straße, baugeschichtlich und hausgeschichtlich von Bedeutung. Zweigeschossiger Putzbau, im Obergeschoss originale Fenster, im Erdgeschoss stark profilierte breite Bogenfenster, ebenso das Türgewände, profilierte Traufe, neue Sohlbänke, steiles Satteldach. | 08965703 |
| Direkt Bild zu diesem Denkmal hochladen | Wohnhaus in offener Bebauung | Dr.-Friedrichs-Straße 5 (Karte)                   | 1453, jetzige Form um 1800 | Spätbarocker Putzbau mit Laden, ehemals Innungshaus der Fleischer, baugeschichtlich und ortsgeschichtlich von Bedeutung. Zweigeschossiger Putzbau, Krüppelwalmdach, stichbogiger Hauseingang mittig, Schlussstein mit Rinderkopf, schöne gefelderte Haustür, jüngerer Ladeneinbau. | 08966411 |
| Direkt Bild zu diesem Denkmal hochladen | Wohnhaus in geschlossener Bebauung | Dr.-Friedrichs-Straße 8 (Karte)                   | Um 1875 | Gründerzeitlicher Putzbau mit Laden, in zentraler Lage befindliches Gebäude mit wertvoller Originalzubstanz, baugeschichtlich und ortsentwicklungsgeschichtlich von Bedeutung. Zweigeschossiger Putzbau, Satteldach (Kronendeckung), Dacherker mit Dreiecksverdachung, Fliesensockel, originale Putzgliederung und dezent vorspringende Mittelachse im 1. Obergeschoss, originale Haustür und Fenster (teilweise Winterfenster), Ladeneinbau mit runden Glasecken (1930er Jahre). | 08965702 |
| Direkt Bild zu diesem Denkmal hochladen | Wohnhaus in geschlossener Bebauung | Dr.-Friedrichs-Straße 14 (Karte)                  | Um 1860 | Putzbau mit Laden und original erhaltener Fassade der 1920er Jahre, baugeschichtlich und ortsentwicklungsgeschichtlich von Bedeutung. Zweigeschossiger Putzbau, Satteldach (Kronendeckung), drei Dachhäuschen, Putzgliederung mit Art-Déco-Elementen, bauzeitliche Haustür. | 08965701 |
| Direkt Bild zu diesem Denkmal hochladen | Wohnhaus in geschlossener Bebauung | Dr.-Friedrichs-Straße 18 (Karte)                  | Im Kern um 1810 | Putzbau mit späterem Ladeneinbau, baugeschichtlich und ortsentwicklungsgeschichtlich von Bedeutung. Dreigeschossiger Putzbau mit Stichbogenportal aus der Erbauungszeit, Satteldach mit neuen Dachgauben, Fassade um 1905 überformt (Eckquaderung, Jugendstilmotive), Gurtgesims, Ladeneingangsbereich und Haustür 2. Hälfte 19. Jahrhundert. | 08965697 |
| Direkt Bild zu diesem Denkmal hochladen | Wohnhaus in offener Bebauung (ohne westlichen, neueren Anbau) | Dr.-Friedrichs-Straße 65 (Karte)                  | Um 1895 | Beispiel der gründerzeitlichen Stadterweiterung an der Dr.-Friedrichs-Straße, baugeschichtlich und ortsentwicklungsgeschichtlich von Bedeutung. Zweigeschossiger Putzbau über Bruchsteinsockel, Putznutung, giebelseitig im Erdgeschoss Figurennische, im Obergeschoss Medaillon, eingeschossiger zeitgleicher Anbau mit Drempel, auch hier Figurennische und Medaillon, Satteldach. Mehrfache später Anbauten keine Denkmale. | 08965731 |
| Direkt Bild zu diesem Denkmal hochladen | Sogenannter Brandstein am Hofgebäude | Ernst-Thälmann-Straße 1 (Karte)                   | 1719 | Ortsgeschichtliche Bedeutung. Quadratischer Stein mit Darstellung von zwei Böttchern mit Fass, gerahmt von Blattwerk, darunter Inschrift. | 08966420 |
|                                         | Wohnhaus mit Apotheke in halboffener Bebauung und Ecklage | Ernst-Thälmann-Straße 2 (Karte)                   | Bezeichnet mit 1825, im Kern älter | Stattlicher Putzbau, aufgrund seiner Lage am Marktplatz von platzbildprägender Wirkung, im Kern vermutlich eines der ältesten Häuser am Markt, baugeschichtlich und ortsgeschichtlich von Bedeutung. Zweigeschossiger, massiver Putzbau mit Walmdach (Eternit), Putz jünger, Sandsteinportal mit Schlussstein (bezeichnet mit 1825) an Fassade zur Ernst-Thälmann-Straße hin, Sandsteingewände, Marktseite mit Ladeneinbau, Korbbogen mit scharriertem Sandsteingewände, alte Fenster im ersten Obergeschoss, Kreuzgratgewölbe im Inneren. | 08965635 |
| Direkt Bild zu diesem Denkmal hochladen | Wohnhaus in Ecklage mit angebautem Nebengebäude | Ernst-Thälmann-Straße 17 (Karte)                  | 1. Hälfte 19. Jahrhundert, im Kern wohl älter | In seiner Kubatur erhaltener zeittypischer Wohnbau, baugeschichtlich und ortsentwicklungsgeschichtlich von Bedeutung. - Wohnhaus: zweigeschossiger Bau, verputzt, im Obergeschoss vermutlich Fachwerk, Krüppelwalmdach, schöne gefelderte Haustür, alte Denkmalliste erwähnt Renaissancefenster, erhaltenswertes Treppenhaus - winkliges Nebengebäude: lang gestreckter, eingeschossiger Putzbau, Mansarddach mit Schopf | 08966418 |
| Direkt Bild zu diesem Denkmal hochladen | Wohnhaus in Ecklage mit angebautem Nebengebäude | Ernst-Thälmann-Straße 18 (Karte)                  | 1820 (Nebengebäude); 1834 (Wohnhaus) | Baugeschichtlich und ortsentwicklungsgeschichtlich von Bedeutung. - Wohnhaus: zweigeschossiger Putzbau, Mansarddach mit Schopf, Sandsteinelemente, Haustür mit Rahmung und datiertem Schlussstein („A 1834“), kleiner Laden, Obergeschoss-Fenster mit geraden Verdachungen - Nebengebäude: ebenfalls zweigeschossig, stichbogiger Eingang mit datiertem Schlussstein („C.G.A. 1820“) | 08966419 |
| Direkt Bild zu diesem Denkmal hochladen | Reste der Stadtmauer | Ernst-Thälmann-Straße 19 (Karte)                  | Spätmittelalterlich | Am Hofgebäude sichtbar, stadtgeschichtlich von Bedeutung. Mauerrest sichtbar im Hof Ernst-Thälmann-Straße 23, verputzt, drei Schießscharten. | 08966410 |
| Direkt Bild zu diesem Denkmal hochladen | Mietshaus in geschlossener Bebauung | Ernst-Thälmann-Straße 53, 55, 57 (Karte)          | Um 1910 | Repräsentativer Mietsbau mit anspruchsvoller Fassadengestaltung, baugeschichtlich und städtebaulich von Bedeutung. Dreigeschossiger, massiver Putzbau mit reicher Dachlandschaft (drei Zwerchgiebel), neun Achsen, verputzter Sockel (gequadert), vorwiegend originale Haustüren, originale Fenster, Putzgliederung (Rankenmotive) um Fenster im ersten Obergeschoss, geschweifte Verdachungen mit Ochsenaugen über Haustüren, barockisierend, ursprünglich Balkone in Geschossen über Haustüren. | 08965634 |
| Weitere Bilder                          | Dreiflügelanlage um einen engen Hof mit nordwestlichem Turm und östlicher Einfriedung mit Tor (Feuerwehrplatz 1, 2), zwei Wohnhäuser (Schloßstraße 17, 19), nordwestlicher Flügel des Wirtschaftshofes mit zwei Wirtschaftsgebäuden und mittigem Speicher, östlicher Torbau, östlich des Schlosses gelegenes Gefängnis mit Scheune sowie vier Torpfeiler, Einfriedung und zwei nördliche Brücken (Einzeldenkmale zu ID-Nr. 08966422) | Feuerwehrplatz 1, 2 (Schloßstraße 17, 19) (Karte) | 1572, im Kern vermutlich 1150 (Schloss); bezeichnet mit 1668 (Speicher); um 1800 (Wirtschaftsgebäude, Torhaus und Gutsscheune)                                              | Einzeldenkmale der Sachgesamtheit Schloss Ruhetal. - Schloss: ursprünglich Wasserburg Mogelin (vermutlich 1150), durch Johann von Haugwitz zum Schloss umgebaut, Dreiflügelanlage, dreigeschossiger, massiver Putzbau (Bruchstein), Rundturm über quadratischem Grundriss in der Nordwest-Ecke, geschweifte Haube und kleine Laterne als Abschluss, rundbogiges Sitznischenportal im Westen, Schildmauer, Anbau im 19. Jahrhundert, erhaltene Kapelle im Erdgeschoss des Turmes - Tor und Mauer des Schlosshofes: triumphbogenartig mit Kämpfergesims und geputztem Diamantschlussstein, Inschrift im Fries fehlt - Wirtschaftshof: - östlicher Torbau: eingeschossiger Putzbau, Krüppelwalmdach mit Kronendeckung, Korbbogendurchfahrt - nördlicher Speicher: dreigeschossiger Putzbau, Krüppelwalmdach, hofseitig Frackdach mit Anbau (vermutlich nach 1931), Sandsteinportal mit Schlussstein (bezeichnet mit 1668), Eckstützpfeiler in Sandstein - Einfriedung (1): Sandsteinpfeiler mit Abdeckung und Holztor - Einfriedung (2): Ziegelpfeiler verputzt mit Sandsteinkugelbekrönung - Wirtschaftsgebäude westlich und östlich des Speichers: ein- bzw. zweigeschossig und mit hohen, steilen Satteldächern, darin Fledermausgaupen, wohl um 1800 - östlich des Schlosses: Scheune, eingeschossiger Bau mit Krüppelwalmdach und ehemaliges Gefängnis, zweigeschossiges Gebäude mit Krüppelwalmdach, wohl auch um 1800 - 1. Brücke: Granitbogenbrücke, Schlussstein bezeichnet mit 1857 - 2. Brücke: Granitbogenbrücke, 19. Jahrhundert | 08965725 |
| Direkt Bild zu diesem Denkmal hochladen | Verwaltungsgebäude des Ofenkachelwerks (ehemalige Ofen-Porzellan- und Tonwarenfabrik Mügeln) | Franz-Mehring-Straße 16 (Karte)                   | 1929 | Bis in seine Details original erhaltenes Gebäude der 1920er Jahre, baugeschichtlich und ortsgeschichtlich von Bedeutung. Zweigeschossig, Klinkermischbauweise, Walmdach (Eternit) mit Kastengauben, grünlicher Edelputz, Gliederung durch vertikale die Fenster einrahmende Klinkerbänder (vorwiegend im Obergeschoss, Dach und Eingang), originale Fenster, zweiflügelige Haustür, Gurtgesims. | 08965693 |
| Direkt Bild zu diesem Denkmal hochladen | Villa | Franz-Mehring-Straße 27 (Karte)                   | Um 1910/1915 | Qualitätvolles, monumentales Gebäude, Fassade mit Jugendstilornamenten weitestgehend original erhalten, baugeschichtlich von Bedeutung. Zweigeschossiger Putzbau über verwinkeltem Grundriss, alte Putzgliederung erhalten, mit qualitätvollen floralen Jugendstilelementen im Zwerchhaus (straßenseitig), Vorhangbogenfenster in den Dachgauben, Zwerchhaus mit geschwungenem Giebel und halbrundem Fenster, Krüppelwalmdach (Biberschwanzdeckung), im Treppenaufgang Drillingsfenster mit Bleiglas, originale Fenster erhalten, teilweise Rollläden, originale Haustür, Mittelrisalit an der Ostseite. | 08965724 |
| Direkt Bild zu diesem Denkmal hochladen | Mietshaus in offener Bebauung | Friedhofstraße 1a (Karte)                         | Um 1900 | Schönes Zeugnis der Stadterweiterung von Mügeln um die Jahrhundertwende, baugeschichtlich von Bedeutung. Zweigeschossiger massiver Bau in Klinker-Mischbauweise mit Krüppelwalmdach, hoher Werksteinsockel, Betonung der Mittelachse durch leichten Risalit und Zwerchgiebel, Kunststeinelemente um Fenster und umlaufende Bänder, neue Fenster, originaler Eingangsbereich aus Holz und Glas, originale Haustür. | 08965690 |
| Direkt Bild zu diesem Denkmal hochladen | Friedhof Mügeln (Sachgesamtheit) | Friedhofstraße 4 (Karte)                          | Um 1900 | Sachgesamtheit Friedhof Mügeln mit folgenden Einzeldenkmalen: Friedhofskapelle, Denkmal für die Gefallenen des Ersten Weltkrieges und Friedhofseinfriedung (siehe Einzeldenkmale 08965691 unter gleicher Anschrift) sowie der Friedhof (Gartendenkmal); baugeschichtlich und ortsgeschichtlich von Bedeutung, südlich anschließende Erweiterungsfläche nicht Bestandteil der Sachgesamtheit. - Zugänge: Toranlage mit zweiflügligem Zufahrtor und einflügliger Pforte mit verputzen Ziegelpfeilern mit Sandsteinabdeckung und Ziergittern, zwei Winter-Linden (Tilia cordata) flankieren als Torbäume das Tor - Wegesystem: regelmäßiges Wegesystem mit wassergebundenen Decken, Hauptweg mit Granit gepflastert - Wasserelemente: im nördlichen Bereich kleiner, in Mäuerchen integrierter Brunnen am Hauptweg - Baumreihen und Alleen: östlich der Kapelle Baumreihen aus geschnittenen Winter-Linden(Tilia cordata) entlang der nördlich und südlich des Gebäudes verlaufenden Wege, westlich der Kapelle Mittelallee aus Winter-Linden (Tilia cordata, Nachpflanzung) sowie entlang der nördlich und südlich verlaufenden Nebenwege Baumreihen aus Winter-Linden, im Westen des Friedhofs prägende Platane (Platanus x hispanica) | 09305743 |
| Direkt Bild zu diesem Denkmal hochladen | Friedhofskapelle, Denkmal für die Gefallenen des Ersten Weltkrieges und Friedhofseinfriedung (Einzeldenkmale zu ID-Nr. 09305743) | Friedhofstraße 4 (Karte)                          | Um 1905 (Friedhofskapelle); nach 1918 (Kriegerdenkmal) | Einzeldenkmale der Sachgesamtheit Friedhof Mügeln; Kapelle im Reformstil der Zeit um 1910, baugeschichtlich und ortsgeschichtlich von Bedeutung. - Kapelle: massiver Putzbau (Ziegel) mit Vorhalle, nordisch wirkender Dachreiter aus Holz, Inschriften am Giebel „Ich lebe, und ihr sollt auch leben“ und „EV.IOH.14.19.“, Säulenvorhalle mit drei Rundbogen, Kapitelle mit Engelsköpfen und normannischem Band, vor der Kapelle Fläche aus Mosaikpflaster, Inschrift „Unseren Ausgang segne Gott“, zwei Rosskastanien (Aesculus hippocastanum) flankieren als Torbäume den Eingang der Kapelle - Einfriedung: verputzte Bruchsteinmauer mit Sandsteinabdeckung - Zugänge: Toranlage mit zweiflügligem Zufahrtor und einflügliger Pforte mit verputzen Ziegelpfeilern mit Sandsteinabdeckung und Ziergittern, zwei Winter-Linden (Tilia cordata) flankieren als Torbäume das Tor - Kriegerdenkmal: Stele aus Rochlitzer Porphyrtuff, Inschrift „Zu Ehren der gefallenen Helden der Kirchengemeinde Mügeln“, Relief eines sitzenden Kriegers, Namen der Gefallenen, Denkmal eingebettet in Schmuckpflanzung aus Rhododendren | 08965691 |
|                                         | Postgebäude | Goethestraße 2 (Karte)                            | Um 1900 | Qualitätvolles Gebäude mit historisierender Fassade in straßenbildprägender Lage, schönes Beispiel der gründerzeitlichen Stadterweiterung in der Goethestraße, baugeschichtlich und ortsgeschichtlich von Bedeutung. Zweigeschossiger Bau in Klinkermischbauweise mit Mansarddach (Naturschiefer) mit Dachgauben, Bruchstein-/Klinkersockel, Erdgeschoss verputzt mit Rundbogenfenstern und Eingangshäuschen, geschwungenes Pyramidendach, rückseitig Veränderungen, Drillingsfenster, erstes Obergeschoss in gelbem Klinker, Dreiecksverdachungen, zur Karl-Liebknecht-Straße Drillingsrundbogenfenster mit Halbsäulen und Rundbogenverdachungen. Postanbau (ca. 1910): zweigeschossiger Putzbau, Putzgliederung erhalten, originale Fenster, Ochsenauge über dem Eingang, originale Fenstergitter von 1910. | 08965709 |
| Direkt Bild zu diesem Denkmal hochladen | Mietvilla in offener Bebauung | Goethestraße 11, 13 (Karte)                       | 1896 | Aufwändig gestaltetes Doppelwohnhaus mit vielen originalen Fassadendetails, baugeschichtlich und straßenbildprägend von Bedeutung. - Nummer 11: eingeschossiger roter Klinkerbau, Schieferdeckung, zweigeschossiger Seitenrisalit mit Pyramidendach und Standerker, Formsteingewände und Eckbossen, Keramikfriese, originale Haustür und Fenster in der Eingangsachse, Holzbalkon - Nummer 13: wie Nummer 11 mit Altan und Balkon mit Blätterschmuck, aufwändig gestalteter Schlussstein mit Köpfen, Holzwintergarten, originale Haustür | 08965728 |
| Direkt Bild zu diesem Denkmal hochladen | Wohnhaus in offener Bebauung | Goethestraße 14 (Karte)                           | Um 1905 | Historisierender Bau in Kinker-Mischbauweise mit übergiebeltem Mittelrisalit, baugeschichtlich und ortsentwicklungsgeschichtlich von Bedeutung. Zweigeschossiger Bau in Klinkermischbauweise mit Mittelrisalit mit Zwerchhaus, Granitsteinsockel, aufwändig gestaltete Fensterverdachungen, geputztes Gurtgesims und Eckbossierung, Krüppelwalmdach. | 08965729 |
| Weitere Bilder                          | St. Johanniskirche (mit Ausstattung) sowie Lutherdenkmal und Denkmal für die Gefallenen des Zweiten Weltkrieges | Johanniskirchhof (Karte)                          | 1. Viertel 16. Jahrhundert (Kirche); 1710 (Turmneubau); 1933 (Lutherdenkmal); nach 1945 (Kriegerdenkmal)                                                                    | Spätgotische Hallenkirche, baugeschichtlich, ortsgeschichtlich und ortsbildprägend von Bedeutung. - Kirche: verputzter Bruchsteinbau, Biberschwanzdeckung, Porphyrgewände, im Süden Portalvorhalle (bezeichnet mit 1648 im Schlussstein) mit schmiedeeisernem Gitter, Chornordseite zweigeschossiger Anbau, Maßwerkfenster, eingestellter Westturm über quadratischem Grundriss, oktogonaler Aufsatz, geschweifte Haube mit Laterne, Kriegerdenkmal für die Gefallenen im Zweiten Weltkrieg, innen Sandsteinstele mit hohem Kreuz - Lutherdenkmal an der Südaußenwand des Chors: Kupfertafel auf Porphyrtuffplatte, Inschrift „Martin Luther zum 450. Geburtstage. 10. November, Für meine Deutschen bin ich geboren, ihnen will ich dienen“ | 08965733 |
|                                         | Ehemalige Schule (Alte Knabenschule) | Johanniskirchhof 3 (Karte)                        | 1608 und später | Heute Wohnhaus, stattlicher Fachwerkbau, baugeschichtlich und ortsgeschichtlich von Bedeutung. Erdgeschoss massiv, Obergeschoss Fachwerk, Steingewände, Tür mit gerader Verdachung, Walmdach. | 08965715 |
|                                         | Pfarrhaus mit Einfriedung | Johanniskirchhof 4, 5 (Karte)                     | Bezeichnet mit 1911 | Pfarrhaus mit Einfriedung; zeittypischer Putzbau mit Reformstilelementen der Zeit um 1910, baugeschichtlich und ortsgeschichtlich von Bedeutung. - Pfarrhaus: zweigeschossiger Putzbau auf verwinkeltem Grundriss, Walmdach, originale Dachgauben, originale Fenster, im Erdgeschoss Rundbogenfenster, Eingang mit gesprengtem Giebel und Kartusche (Kelch auf Buch mit Stern), polygonaler hölzerner Eckerker im ersten Obergeschoss als Betonung der Eingangssituation, Drillingsfenster zwischen den Eingängen, Schlagläden nicht mehr vorhanden - Einfriedung: Kunststeinpfeiler und Staketenzaun | 08965714 |
| Direkt Bild zu diesem Denkmal hochladen | Villa mit Einfriedung | Karl-Liebknecht-Straße 1 (Karte)                  | Bezeichnet mit 1892 | Stattlicher historistischer Putzbau mit aufwändiger Fassadengestaltung, baugeschichtlich und straßenbildprägend von Bedeutung. - Villa: zweigeschossiger Bau in Klinkermischbauweise auf verwinkeltem Grundriss, Granitsockel (blaugrau gestrichen), darüber gelber Klinkerbau mit Eckgliederung in rotem Klinker, verputzter Standerker mit Halbsäulen, aufwändige Giebelzier mit Konsolen, Köpfen, Tafel mit Inschriften „erbaut 1892“ und „Öhmigen“, Satteldach, originales Treppenhaus, originale aufwändige Haustür - Einfriedung: schmiedeeiserner Zaun, Klinkerpfeiler (Pfeiler neu) | 08965710 |
| Direkt Bild zu diesem Denkmal hochladen | Wohn- und Gewerbehaus in Ecklage, mit Anbau und Garage (ehemalige Buchdruckerei Paul Strahmer) | Karl-Liebknecht-Straße 2 (Karte)                  | 1882 (Wohnhaus); 1926 (Garage) | Weitgehend original erhaltene gründerzeitliche Putzbauten, baugeschichtlich und straßenbildprägend von Bedeutung. - Wohnhaus: zweigeschossiger massiver Putzbau auf verputztem Bruchsteinsockel, Gewände der Kellerfenster mit Schlussstein mit Inschrift „S“, leicht profilierte Sandsteingewände, Ladeneinbau an eingezogener Ecke, zum Teil originale Fenster, originale Haustür mit schlicht profiliertem Sandsteinportal mit Schlussstein, Dachhäuschen, Betonung bei jeder dritten Achse (im zweiten Obergeschoss Fensterverdachung durch Gerade mit Akroterien, erstes Obergeschoss Fenstergewände mit Schlussstein) - Anbau: zweigeschossiger, massiver Putzbau mit Satteldach, mittig geschweifter Giebelaufsatz, Erdgeschoss Rundbogenfenster und Putznutung, Obergeschoss Rechteckfenster mit geohrten Fenstergewänden, profilierte Traufe - Remise: eingeschossiger Putzbau mit geschwungenem Mansarddach, durch Sohlbank miteinander verbundene Rundbogenfenster | 08965688 |
| Weitere Bilder                          | Meilenstein | Leisniger Straße (Karte)                          | 2. Hälfte 19. Jahrhundert | Königlich-Sächsischer Meilenstein, später Wegestein, Sandsteinpfeiler, Inschriften unleserlich, verkehrsgeschichtlich von Bedeutung. Abgerundeter Sandsteinpfeiler, Inschriften nicht mehr lesbar. | 08965732 |
|                                         | Rathaus | Markt 1 (Karte)                                   | Bezeichnet mit 1882 und später | Repräsentativer Putzbau mit markantem doppelten Treppengiebel und betontem mittigen Eingangsbereich, baugeschichtlich, ortsgeschichtlich und platzbildprägend von Bedeutung. Zweigeschossiger Bau in Klinkermischbauweise über verwinkeltem Grundriss, Naturschieferdach, Sockel, Gewände und Wappen in Rochlitzer Porphyrtuff, Eingangsbereich als flacher Altan mit Sitznischenportal und Balkon, Inschrift in der Brüstung „Suchet der Stadt Bestes! Erbauet 1882“, zwei neogotische Stufengiebel mit Klinkerlisenen, Gurtgesims als Zahnschnittfries, neue Fenster, Standort seit 1395 Rathaus, rückseitig spätere Anbauten, im Treppenaufgang Bleiglasfenster und Gewölbe. | 08965719 |
| Direkt Bild zu diesem Denkmal hochladen | Wohnhaus in geschlossener Bebauung | Markt 2 (Karte)                                   | Um 1820 | Zeittypischer Putzbau mit charakteristischem Mansarddach, baugeschichtlich von Bedeutung. Zweigeschossiger Bau, verputzt, Mansarddach, im Erdgeschoss Laden, Obergeschoss-Fenster mit Natursteingewänden. | 08966421 |
| Direkt Bild zu diesem Denkmal hochladen | Wohnhaus in geschlossener Bebauung | Markt 3 (Karte)                                   | Bezeichnet mit 1840 | Schlichter, in den 1930er Jahren überformter Putzbau mit Laden, in seiner Lage am Markt baugeschichtlich und platzbildprägend von Bedeutung. Dreigeschossiger, massiver Putzbau mit Satteldach (Dachhäuschen, neue Deckung), neue Haustür, neue Fenster, alter Ladeneinbau, Korbbogenöffnung mit leichter Profilierung und Schlussstein im Scheitel, Sandsteingewände überstrichen, Fensterläden im Erdgeschoss, Sandsteinportal mit Schlussstein. | 08965636 |
| Direkt Bild zu diesem Denkmal hochladen | Wohn- und Geschäftshaus in geschlossener Bebauung | Markt 6 (Karte)                                   | Um 1907 | Architektonisch interessantes Gebäude mit aufwändiger Fassadengestaltung am Marktplatz, baugeschichtlich und ortsentwicklungsgeschichtlich von Bedeutung. Dreigeschossiger, massiver Putzbau mit aufwändiger Fassadengliederung, seitliche Betonung durch Erker im ersten Obergeschoss (Balkon ausbildend), Zwerchgiebel und Haustür, im Erdgeschoss alte Ladeneinbauten, originale Haustür mit Oberlichten, erstes Obergeschoss mit profilierten Rechteckfenster, zweites Obergeschoss Rundbogenfenster, Figurenreliefs an Fassade und am Fuß des Erkers. | 08965687 |
| Direkt Bild zu diesem Denkmal hochladen | Wohnhaus in offener Bebauung | Markt 9 (Karte)                                   | Um 1800 | Spätbarocker Putzbau am Marktplatz, baugeschichtlich und platzbildprägend von Bedeutung. Zweigeschossiger massiver Bau, verputzt, Mansarddach mit drei Dachhäuschen zum Markt, in unmittelbarer Nachbarschaft zur Kirche. | 08966415 |
| Direkt Bild zu diesem Denkmal hochladen | Wohnhaus (Haus Nitzsche) | Molkereistraße 7 (Karte)                          | 1912–1913 | Putzbau im Reformstil um 1910/15, Putz- und Klinkergliederungen, Straßenfront durch runden Standerker betont, Architekt: Oswin Hempel, baugeschichtliche und ortsentwicklungsgeschichtliche Bedeutung | 09306876 |
| Direkt Bild zu diesem Denkmal hochladen | Wohnhaus mit Anbau in halboffener Bebauung und Ecklage | Rudolf-Breitscheid-Straße 2 (Karte)               | Um 1915, im Kern älter | Putzbau mit markantem Eckerker und gestalterisch betonter Eingangssituation, baugeschichtlich und ortsentwicklungsgeschichtlich von Bedeutung. Zweigeschossiger, teilweise dreigeschossiger Putzbau, Biberschwanzdeckung, teilweise kassettierter weiter Dachüberstand, über dem Eingangsbereich polygonaler Eckerker über zwei Geschosse, im oberen Bereich verschiefert, Eingangsbereich betont durch eingezogene Ecke mit massivem steinernem Gewände und späten Jugendstilmotiven, Gurtgesims, Reste von Putzgliederung erhalten, im Anbau originale Bleiglasfenster und Porphyrtuffportal. | 08965698 |
|                                         | Bogenbrücke über die Döllnitz | Schloßstraße (Karte)                              | Bezeichnet mit 1934 | Verkehrsgeschichtlich und ortsbildprägend von Bedeutung. Bogen in Porphyrtuff mit Schlussstein, Granitsteinbrücke mit Porphyrtuffplatten abgedeckt. | 08965716 |
| Direkt Bild zu diesem Denkmal hochladen | Wohnhaus in geschlossener Bebauung | Schloßstraße 5 (Karte)                            | Bezeichnet mit 1820 | Obergeschoss vermutlich Fachwerk, baugeschichtlich von Bedeutung. Zweigeschossiges Gebäude in geschlossener Bebauung, verputzt, Erdgeschoss massiv, Obergeschoss wohl Fachwerk, Satteldach, Erdgeschoss-Fenster und Tür mit Sandsteingewänden, Schlussstein bezeichnet mit „JGO/1820.“. | 08966459 |
|                                         | Wohnhaus in halboffener Bebauung | Schloßstraße 9 (Karte)                            | Bezeichnet mit 1827 | Eines der wenigen gut erhaltenen Fachwerkgebäude mit baugeschichtlicher Bedeutung, an wichtiger Verbindungsstraße vom Schloss zum Markt. Zweigeschossig, Satteldach (Biberschwanzdeckung) mit Dachgauben, Erdgeschoss massiv, Sandsteingewände, Fachwerkobergeschoss mit Sandsteinwappenkartusche (springendes Pferd), im Giebel Fachwerk aufgebrettert, neue Schlagläden, neue Fenster, Holztraufe. | 08965718 |
| Direkt Bild zu diesem Denkmal hochladen | Wohnhaus in halboffener Bebauung mit Anbau | Schloßstraße 12 (Karte)                           | Bezeichnet mit 1832 | Zeittypischer Putzbau mit schönem Segmentbogenportal, weitestgehend original erhalten, baugeschichtlich und ortsentwicklungsgeschichtlich von Bedeutung. Zweigeschossig, einseitiges Krüppelwalmdach (Biberschwanzdeckung), Dachgaube später, Sandsteintürgewände, Schlussstein bezeichnet mit 1832, kleines Fenster im Giebel mit Holzgewände, originale Fenster, im Erdgeschoss Schlagläden, Giebel im Obergeschoss und Dachgeschoss Fachwerk, verputzt, Anbau mit vorkragendem Obergeschoss hofseitig und Fachwerkobergeschoss. | 08965713 |
| Weitere Bilder                          | Schloss Ruhetal (Sachgesamtheit) | Schloßstraße 17, 19 (Karte)                       | 1572 (Schlossanlage); um 1800 (Wirtschaftshof und Wirtschaftsgebäude) | Sachgesamtheit Schloss Ruhetal mit folgenden Einzeldenkmalen: Dreiflügelanlage um einen engen Hof mit nordwestlichem Turm und östlicher Einfriedung mit Tor (Feuerwehrplatz 1, 2), zwei Wohnhäuser (Schloßstraße 17, 19), nordwestlicher Flügel des Wirtschaftshofes mit zwei Wirtschaftsgebäuden und mittigem Speicher, östlicher Torbau, östlich des Schlosses gelegenes Gefängnis mit Scheune sowie vier Torpfeiler, Einfriedung und zwei nördliche Brücken (siehe 08965725 unter gleicher Anschrift), dazu östliches Wirtschaftsgebäude und Hoffläche des Wirtschaftshofes des Kammergutes (Sachgesamtheitsteile); westlich gelegene, zu DDR-Zeiten völlig umgebaute Hofgebäude nur als räumlicher Abschluss von Belang, als einstige Wasserburg, Bischofsresidenz, Kammergut usw. eine der geschichtsträchtigsten und ältesten Herrschaftsarchitekturen im Landkreis Nordsachsen, Schloss wichtige Dominante im Stadtbild von Mügeln und der umgebenden Landschaft, geschichtlich, künstlerisch und städtebaulich bedeutsam. Die 1218 ersterwähnte, aus einer frühdeutschen Wasserburg hervorgegangene Anlage bildet neben der Johanniskirche die zweite städtebauliche Dominante Mügelns. Mit seinem überaus mächtigen Eckturm, bekrönt von einer geschweiften Haube mit Laterne, steht das Bauwerk bestimmend in der flachen Mulde der Döllnitz-Aue. | 08966422 |
| Direkt Bild zu diesem Denkmal hochladen | Zwei Wohnhäuser (Einzeldenkmale zu ID-Nr. 08966422) | Schloßstraße 17, 19 (Karte)                       | Um 1870 | Einzeldenkmale der Sachgesamtheit Schloss Ruhetal; links und rechts neben der Einfahrt, schlicht, zweigeschossig, mit Walmdach, südöstliches Haus mit Gewölbe und Säulen im Erdgeschoss | 08965725 |
| Direkt Bild zu diesem Denkmal hochladen | Portal | Schloßstraße 18 (Karte)                           | Bezeichnet mit 1805 | Aufwändig gestaltetes Sandsteinportal, handwerklich-künstlerische Bedeutung. Sandsteinportal mit aufwändig scharriertem Korbbogen mit Strahlenmotiven, profilierter Dreiecksgiebel mit Tafel (bezeichnet mit 1805). | 08965717 |
| Direkt Bild zu diesem Denkmal hochladen | Wohnhaus in Ecklage und in geschlossener Bebauung | Schulgasse 2 (Karte)                              | Um 1895 | Mit Laden, gründerzeitliches Gebäude mit charakteristischer Klinkerfassade, baugeschichtlich bedeutend, zudem in städtebaulich wichtiger Lage. Zweigeschossiger, hellroter Klinkerbau, Mansarddach (Naturschiefer), Formsteingewände, gerade Fensterverdachungen auf Konsolen, Dachgauben, originale Fenster, originale Haustür, Ladeneingang neu. | 08965708 |
| Weitere Bilder                          | Ehemalige Schule (Alte Mädchenschule) | Schulplatz 2 (Karte)                              | Wohl 1832 | Heute Wohnhaus, erbaut als Mädchenschule, baugeschichtlich und ortsgeschichtlich von Bedeutung | 08966414 |
| Weitere Bilder                          | Postmeilensäule | Schulplatz 2 (vor) (Karte)                        | Bezeichnet mit 1726 | Kursächsische Postmeilensäule (Sachgesamtheit); Kopie einer Distanzsäule, verkehrsgeschichtlich von Bedeutung. Aus Sandstein der Sächsischen Schweiz. mit originalen Teilstücken, Sandsteinobelisk, bestehend aus Wappenstück, Schriftteil und Sockel. Ein in der typischen Form mit Entfernungsangaben auf allen Seiten beschrifteter Obelisk auf niedrigem Sockel, mit je zwei polnischen und litauischem Kurwappen sowie „AR“- Monogramm und Posthornzeichen. Die Säule stand ursprünglich am Markt bei der Postexpedition. Nach mehrmaligen Versetzungen befindet sie sich heute am ehemaligen Lommatzscher Stadttor. 1979 erfolgte eine umfassende Restaurierung. Dabei wurden die falschen Orts- und Entfernungsangaben, die bei der Restaurierung 1956 infolge Unlesbarkeit der Originalinschrift eingehauen wurden, korrigiert. | 08965704 |
|                                         | Schule mit Turnhallenanbau (ehemalige Volksschule Mügeln, heute Goetheschule) | Schulplatz 6 (Karte)                              | 1886 | Straßenraumprägendes Schulgebäude mit aufwändiger Gliederung, baugeschichtlich und ortsgeschichtlich von Bedeutung. - Schule: dreigeschossig, Satteldach (Naturschiefer), Klinkermischbauweise, Bruchsteinsockel, Betonung der Mittelachse durch dreiachsigen Mittelrisalit mit Staffelgiebel und Okuli, Eckbetonung, Fensterverdachungen und Traufe in rotem Klinker, im Erdgeschoss Tür- und Fenstergewände der Mittelachse und Gurtgesimse in Rochlitzer Porphyrtuff, restliche Fenstergewände in Sandstein, Seitenrisalite mit Lisenen und Nische mit Sockel und Baldachin (ohne Figur), Inschrift „Lasset die Kindlein zu mir kommen“, „Die Furcht des Herrn ist der Weisheit Anfang“, originale Haustür - Turnhallenanbau: Putzbau, flaches Satteldach, Lisenengliederung, Rundbogenfenster, neue Fenster | 08965705 |
|                                         | Ehemalige Fabrik | Schulplatz 7 (Karte)                              | Um 1900 | Heute Wohnhaus, zeittypisch gegliederte Putzfassade, ortsgeschichtlich von Bedeutung. Dreigeschossiger Bau, verputzt, Putzgliederungen, Tordurchfahrt mit schmiedeeisernem Tor. | 08966417 |
| Direkt Bild zu diesem Denkmal hochladen | Kelleranlage (Kellerhaus) | Volksgutweg 18 (Karte)                            | Ende 18. Jahrhundert | Ortshistorisch bedeutend aufgrund seiner Zugehörigkeit zum ehemaligen Schloss und Volksgut. - Gaststätte: zweigeschossiger Putzbau (Bruchstein/Ziegel), Krüppelwalmdach, alte Fenster, teilweise verändert, Holztraufe; Abbruch 2009 - dahinter in den Hang gebauter, tiefliegender Vorratskeller (17 Stufen, etwa 2 bis 3 Meter unter der Erdoberfläche), Zugangsbereiche in Bruchstein, Wölbung aus mächtigen Bruchsteinen gemauert, gegliedert in drei Abteilungen (1. Abt. L: 12m, B: 6m, H: 4m; 2. Abt. L: 6,5m, B: 6m), ein Teil als Eiskeller, Lagerung von Feldfrüchten und Eis | 08965700 |
| Direkt Bild zu diesem Denkmal hochladen | Wohnhaus in halboffener Bebauung | Wermsdorfer Straße 21 (Karte)                     | Um 1910 | Eines der wenigen Zeugnisse der Stadterweiterung um 1900, baugeschichtlich und ortsentwicklungsgeschichtlich von Bedeutung. Zweigeschossig, Bruchstein/Klinkersockel, Krüppelwalmdach, Putzbau, leichter Seitenrisalit, Zwerchhaus mit geschwungenem Giebel, Lisenengliederung, geputzte, verzierte Fenstergewände, originale Haustür, neue Fenster. | 08965727 |
| Direkt Bild zu diesem Denkmal hochladen | Meilenstein | Wermsdorfer Straße 36 (vor) (Karte)               | 2. Hälfte 19. Jahrhundert | Königlich-Sächsischer Meilenstein; Halbmeilenstein, verkehrsgeschichtliche Bedeutung | 08966424 |

### Ehemaliges Denkmal (Mügeln)
| Bild                                    | Bezeichnung                                                           | Lage                             | Datierung | Beschreibung | ID       |
| --------------------------------------- | --------------------------------------------------------------------- | -------------------------------- | --------- | --- | -------- |
| Direkt Bild zu diesem Denkmal hochladen | Wohnhaus in geschlossener Bebauung (bestehend aus zwei Gebäudeteilen) | Dr.-Friedrichs-Straße 26 (Karte) | Um 1885   | Gebäude mit weitestgehend erhaltener originaler Substanz in zentraler Lage, baugeschichtliche Bedeutung. Dreigeschossiger Putzbau, geteiltes Satteldach (Eternit), gefasste Fenstergewände, Putzgliederung mit Blumenmotiven in den Brüstungsfeldern der Fenster des ersten Obergeschosses, Gurtgesimse, originale Fenster, Haustür und Rollläden im Erdgeschoss, originaler Ladeneinbau. | 08965696 |
| Direkt Bild zu diesem Denkmal hochladen | Wohnhaus in geschlossener Bebauung                                    | Ernst-Thälmann-Straße 20 (Karte) | Wohl 1843 | Zeittypischer Putzbau, ortsentwicklungsgeschichtlich von Bedeutung. Zweigeschossiger Putzbau, Mansarddach, Fenster und Tür mit Natursteinrahmungen, Türschlussstein bezeichnet mit „SS 1845“ (?), Türverdachung und Sohlbänke im ersten Obergeschoss auf Konsolen. Zwischen 2020 und 2024 aus der Denkmalliste gestrichen.                                                                | 08966409 |

## Ablaß
| Bild                                    | Bezeichnung                                                                                                | Lage                                 | Datierung                                                                      | Beschreibung | ID       |
| --------------------------------------- | --- | ------------------------------------ | ------------------------------------------------------------------------------ | --- | -------- |
| Direkt Bild zu diesem Denkmal hochladen | Seitengebäude und Torbogen eines ehemaligen Dreiseithofes                                                  | An der Döllnitz 1 (Karte)            | 1788 und später                                                                | Obergeschoss Fachwerk, baugeschichtlich von Bedeutung. Der Hof wird straßenseitig von einem Gebäude um 1910 abgeschlossen, dessen Unterschutzstellung problematisch erscheint. Das Wohnstallhaus von 1788 dürfte das älteste Bauernhaus des Ortes gewesen sein (Datierung 1788 stand offenbar am Torbogen), es besaß an der Vorderseite ein markantes Fachwerkobergeschoss und wurde 1997 abgebrochen. | 08973487 |
| Direkt Bild zu diesem Denkmal hochladen | Südliches Wohnstallhaus, östliches Seitengebäude (mit Kumthalle) und nördliche Scheune eines Vierseithofes | An der Döllnitz 2, 4 (Karte)         | Bezeichnet mit 1824 (Wohnstallhaus); 2. Hälfte 19. Jahrhundert (Seitengebäude) | Stattliche, geschlossen erhaltene Hofanlage, Kreuzgratgewölbe im Wohnstallhaus besonders wertvoll, baugeschichtlich, ortsgeschichtlich und ortsbildprägend von Bedeutung. - Wohnstallhaus: zweigeschossiger Putzbau mit Schopfwalmdach, Fensteröffnung in beiden Geschossen verändert, am Eingangsbereich ein auf zwei Säulen ruhendes Vordach, im Innern Kreuzgratgewölbe - Seitengebäude: verputzter Bruchsteinbau mit dreijochiger Kumthalle, Satteldach - Scheune: verputzter Bruchsteinbau mit Satteldach, Lüftungsschlitze und zwei große Holztore | 08972889 |
| Direkt Bild zu diesem Denkmal hochladen | Wohnhaus                                                                                                   | Dorumer Straße 4 (Karte)             | Um 1800                                                                        | Stattlicher Bau mit Fachwerkobergeschoss und hohem Krüppelwalmdach, baugeschichtlich und ortsbildprägend von Bedeutung. Erdgeschoss massiv, Obergeschoss Fachwerk, klare bzw. axiale Fenstergliederung und gesprosste Kreuzstockfenster im Obergeschoss, an der Rückseite ein Teil des Obergeschosses verbrettert, hier ebenfalls gesprosste Kreuzstockfenster, Erdgeschoss massiv mit neuem Putz, Fenster hier modernisiert, aber nicht vergrößert, Krüppelwalmdach (Krüppelwalm nur nach einer Seite). Der niedrigere seitliche Anbau steht nicht unter Denkmalschutz. | 08973816 |
| Direkt Bild zu diesem Denkmal hochladen | Zwei Bergkeller                                                                                            | Dorumer Straße 4 (gegenüber) (Karte) | 18./19. Jahrhundert                                                            | Zwei Erdkelleraus Bruchsteinmauerwerk errichtet mit Tonnengewölben, baugeschichtlich und sozialgeschichtlich von Bedeutung | 08973855 |
| Weitere Bilder                          | Kirche mit Kirchhof und Einfriedung sowie Denkmal für die Gefallenen des Ersten Weltkrieges                | Kirchberg (Karte)                    | Ende 12. Jahrhundert (romanisches Portal); nach 1918 (Kriegderdenkmal)         | Kirche mit Kirchhof und Einfriedung sowie Denkmal für die Gefallenen des Ersten Weltkrieges; spätgotische Saalkirche mit markantem Dachreiter, baugeschichtlich und ortsgeschichtlich von Bedeutung. - Kirche: verputzter Bruchsteinbau mit eingezogenem, querrechteckigem Vorchor, anschließend der eingezogene Chor (13./14. Jahrhundert) mit geradem Schluss, oktogonaler Dachreiter mit Haube und Laterne, romanisches Südportal aus Rochlitzer Porphyr - Kriegerdenkmal Erster Weltkrieg: Stele aus Porphyrtuff mit kräftigem Sims und Relief eines fallenden Kriegers, flankiert von zwei halbrunden Steinbänken - Einfriedung: Ziegelmauer, teilweise verputzt | 08973783 |
|                                         | Pfarrhaus, Seitengebäude, Einfriedung, Toranlage und Pfarrgarten eines Pfarrhofes                          | Kirchberg 1 (Karte)                  | Bezeichnet mit 1744                                                            | Pfarrhaus markanter zweigeschossiger Bau mit Walmdach und gestalterisch hervorgehobenem Segmentbogenportal (in Kartusche Datierung 1744), dazu Seitengebäude (Stall) mit Fachwerk-Obergeschoss und Toranlage, historisches Pfarrhaus von Ablaß, weitgehend im ursprünglichen Zustand erhalten, baugeschichtlich und ortsgeschichtlich sowie gemeinsam mit Kirche von ortsbildprägender Bedeutung. - Pfarrhaus: zweigeschossiger Putzbau mit sieben Achsen, gestalterisch hervorgehobenes Segmentbogenportal (in Kartusche Datierung 1744), und Walmdach - Seitengebäude: Erdgeschoss aus Bruchstein, Obergeschoss Fachwerk, Sandsteingewände im Erdgeschoss - Einfriedung: Bruchsteinmauer - Toranlage: besteht aus zwei Pfeilern, Seitenmauern und kleiner Pforte - Pfarrgarten: durch Bruchsteinmauer südlich des Seitengebäudes in zwei Bereiche geteilt, westlicher Bereich Nutzgarten, östlicher Bereich im Norden Ziergarten mit Stützmäuerchen und im Süden Obstwiese | 08974830 |
| Direkt Bild zu diesem Denkmal hochladen | Südöstliches Wohnhaus eines Vierseithofes                                                                  | Leisniger Chaussee 6 (Karte)         | 3. Viertel 19. Jahrhundert                                                     | Weitgehend ursprünglich erhaltener, ländlicher Bau in historisierenden Formen, baugeschichtlich von Bedeutung. Zweigeschossiger Putzbau, 4 zu 8 Achsen, Drempel mit sieben kleinen Lüftungsfenstern, straßenseitige Fassade und Giebelseite mit feiner Putzgliederung, gerade Fensterbedachungen, an der Giebelseite zwei Rundbogenfenster und Okulus, hofseitige Fassade vermutlich zwischen 1920 und 1960 neu verputzt, Satteldach. | 08974831 |
| Direkt Bild zu diesem Denkmal hochladen | Südliches Wohnstallhaus und östliches Seitengebäude eines Vierseithofes                                    | Leisniger Chaussee 10 (Karte)        | Um 1800                                                                        | Wohnstallhaus weitgehend ursprünglich erhaltener Fachwerkbau, baugeschichtlich und heimatgeschichtlich von Bedeutung. Wohnstallhaus Erdgeschoss massiv, Obergeschoss Fachwerk, Krüppelwalmdach. | 08974832 |
| Direkt Bild zu diesem Denkmal hochladen | Östliches Wohnstallhaus eines Vierseithofes                                                                | Leisniger Chaussee 18 (Karte)        | Bezeichnet mit 1850 (oder 1830?)                                               | Putzbau mit gestalterisch hervorgehobenen Giebel mit Drillingsfenster, baugeschichtlich von Bedeutung. Bruchstein verputzt, Drempel mit Lüftungsöffnungen, im Giebel drei gekuppelte Fenster, Fenster- und Türgewände aus Naturstein, Satteldach. | 08974833 |

### Ehemaliges Denkmal (Ablaß)
| Bild                                    | Bezeichnung                          | Lage                      | Datierung | Beschreibung | ID       |
| --------------------------------------- | ------------------------------------ | ------------------------- | --------- | --- | -------- |
| Direkt Bild zu diesem Denkmal hochladen | Wohnhaus                             | An der Döllnitz 2 (Karte) | Nach 1800 | Regionaltypischer Bau mit Fachwerkobergeschoss, baugeschichtlich von Bedeutung. Erdgeschoss massiv (verputzter Bruchstein), Obergeschoss Sichtfachwerk, kleines Eingangshäuschen (Windfang) an der Südseite; Satteldach, Giebeldreieck verbrettert. Zwischen 2020 und 2024 aus der Denkmalliste gestrichen. | 08972754 |
| Direkt Bild zu diesem Denkmal hochladen | Östliche Scheune eines Dreiseithofes | Pelzgasse 5 (Karte)       | Um 1800   | Markante Fachwerkscheune, baugeschichtlich und heimatgeschichtlich von Bedeutung. Fachwerkbau mit Satteldach und zwei hofseitigen Fledermausgaupen | 08974834 |

## Baderitz
| Bild                                    | Bezeichnung                             | Lage                     | Datierung           | Beschreibung | ID       |
| --------------------------------------- | --------------------------------------- | ------------------------ | ------------------- | --- | -------- |
| Direkt Bild zu diesem Denkmal hochladen | Wohnhaus eines ehemaligen Vierseithofes | Friedensstraße 1 (Karte) | Bezeichnet mit 1862 | Weitgehend original erhaltener Putzbau, baugeschichtlich und durch seine Lage ortsbildprägend von Bedeutung. - Bauernhaus: zweigeschossiger massiver Putzbau, Werksteinsockel, Kniestock, Sandsteingewände, Kellerfenster vergittert, originale schlichte Putzgliederung, Satteldach (Krempziegel bzw. Kunstschiefer) alte Fenster - Seitengebäude: eingeschossiger Werksteinbau, Kniestock, Rundbogenöffnungen, Sandsteingewände, Satteldach (Krempziegel), dreischiffig, Quertonnen auf Rundpfeilern; Abbruch vor 2015 - Verbindungsbau zwischen den beiden Gebäuden: zweigeschossiger massiver Putzbau, Sandsteingewände, Laubengang mit Resten der originalen Holzbrüstung; Streichung 2015 | 08974256 |

## Berntitz
| Bild                                    | Bezeichnung                                | Lage                     | Datierung       | Beschreibung | ID       |
| --------------------------------------- | ------------------------------------------ | ------------------------ | --------------- | --- | -------- |
|                                         | Wegestein                                  | (Flurstück 40/2) (Karte) | 19. Jahrhundert | Sandsteinpfeiler mit Inschriften, verkehrsgeschichtlich von Bedeutung | 08965736 |
| Direkt Bild zu diesem Denkmal hochladen | Nördliches Seitengebäude eines Bauernhofes | Berntitz 1 (Karte)       | Um 1880         | Stattliches, massives Wirtschaftsgebäude mit aufwändiger Gliederung, baugeschichtlich und ortsbildprägend von Bedeutung. Lang gestreckter massiver Bau mit Satteldach (neue Deckung), Werksteine aus verschiedenfarbigen Granitsteinen, Stallfenster, Traufe mit Zahnschnittfries aus Ziegelsteinen, an den Giebelseiten Toreinfahrten mit Entlastungsbögen aus Ziegelstein, Giebeldreieck Ziegelwand mit Lüftungsschlitzen und Treppenfries, originale Zieranker. | 08965678 |

## Gaudlitz
| Bild                                    | Bezeichnung | Lage                                | Datierung | Beschreibung | ID       |
| --------------------------------------- | --- | ----------------------------------- | --- | --- | -------- |
| Weitere Bilder                          | Gut Oberhof und Landschaftspark Kranichau (Sachgesamtheit) | Am Oberhof 1, 3, 4, 5, 6, 7 (Karte) | 1. Hälfte 19. Jahrhundert (Wirtschaftsgebäude); um 1900 (Parkanlage)                                                                                             | Sachgesamtheit Gut Oberhof und Landschaftspark Kranichau mit folgenden Einzeldenkmalen: nördliches Gutshaus (Nr. 7), südliches Wohnstallhaus (Nr. 1) und südwestliches Wirtschaftsgebäude mit Kumthalle (Nr. 3), Toreinfahrt, Pforte und Reste der Einfriedung sowie Hochwasserbehälter mit Pumpenraum einschließlich technischer Ausstattung im Park (siehe Einzeldenkmale 08974835), der Landschaftspark (Gartendenkmal) und drei weitere Wirtschaftsgebäude (Nr. 4, 5, 6) sowie der Wirtschaftshof als Sachgesamtheitsteile; ehemaliger Gutshof, der vom Leipziger Industriellen Colditz zum Landsitz umgestaltet wurde, weitestgehend ursprünglich erhaltene Anlage mit baukünstlerisch anspruchsvoll gestaltetem Herrenhaus, eindrucksvollem Wohnstallhaus mit Fachwerkobergeschoss und Krüppelwalmdach, Wirtschaftsgebäude mit original erhaltener Kumthalle und auf Repräsentanz bedachten Toranlagen, baugeschichtlich, ortsgeschichtlich, technikgeschichtlich und landschaftsgestaltend von Bedeutung. Der Besitzer des Gutes Ludolf Colditz (1847–1909) war Jurist und Mitglied des Stadtrates von Leipzig, er erwarb 1892 das Kloster Marienthal in Sornzig und gründete eine Klostergärtnerei. - Garten nördlich des Herrenhauses: Reste der historischen Gestaltung, Wegeführung kaum noch nachvollziehbar, markante Altgehölze wie Platane (Platanus x hispanica), Rot-Buche (Fagus sylvatica), Stiel-Eichen (Quercus robur) und Eiben (Taxus baccata), flächendeckender Bestand aus Lerchensporn, Bank und kleine Treppe - Landschaftspark: wurde vermutlich um 1900 aus dem bereits vorhandene Waldbestand zum landschaftlich gestalteten Park entwickelt, Wegeführung teilweise noch ablesbar, Altgehölzbestand aus u. a. Rot-Buchen (Fagus sylvatica), Hainbuchen (Carpinus betulus) und Stiel-Eichen (Quercus robur), im Norden des Parks markante Säulenpappel (Populus nigra 'Italica') und Blutbuche (Fagus sylvatica f. purpurea), Bestände an Schneeglöckchen (Galanthus nivalis) und Buschwindröschen (Anemone nemorosa), im Osten des Parks befindet sich ein Geländeeinschnitt mit Bachlauf und einer Kette von kleinen Teichen, an einem der Teiche befinden sich Reste einer Treppe und ein Hochbehälter mit Pumpenraum einschließlich technischer Ausstattung (portalartige Gestaltung), markante Felspartie (Hundegrab von Dr. Colditz?) im Zentrum des Parks - Obstwiese: westlich des Gutshofes gelegen | 08974840 |
| Weitere Bilder                          | Nördliches Gutshaus (Nr. 7), südliches Wohnstallhaus (Nr. 1) und südwestliches Wirtschaftsgebäude mit Kumthalle (Nr. 3), Toreinfahrt, Pforte und Reste der Einfriedung sowie Hochwasserbehälter mit Pumpenraum einschließlich technischer Ausstattung im Park (Einzeldenkmale zu ID-Nr. 08974840) | Am Oberhof 1, 3, 7 (Karte)          | Bezeichnet mit 1817 (Wohnstallhaus); bezeichnet mit 1860 (Herrenhaus); 1. Hälfte 19. Jahrhundert (Wirtschaftsgebäude); Ende 19. Jahrhundert (Wasserhochbehälter) | Einzeldenkmale der Sachgesamtheit Gut Oberhof und Landschaftspark Kranichau; ehemaliger Gutshof, der vom Leipziger Industriellen Colditz zum Landsitz umgestaltet wurde, weitestgehend ursprünglich erhaltene Anlage mit baukünstlerisch anspruchsvoll gestaltetem Herrenhaus, eindrucksvollem Wohnstallhaus mit Fachwerkobergeschoss und Krüppelwalmdach, Wirtschaftsgebäude mit original erhaltener Kumthalle und auf Repräsentanz bedachten Toranlagen, baugeschichtlich und ortsgeschichtlich von Bedeutung. Zweigeschossiges Seitengebäude mit Satteldach besteht aus Zyklopenmauerwerk und zeigt eine Kumthalle mit drei Segmentbögen und zwei Säulen (2. Hälfte 19. Jahrhundert), Wohnstallhaus zweigeschossig, sehr breit gelagert mit markantem Krüppelwalmdach und Fachwerkkonstruktion im Obergeschoss (aus Schwellen, Stielen, Brüstungsriegeln, Seitenstreben, einfaches Fachwerk), an der Vorderseite Türgewände mit Datierung im Schlussstein (1817), zwischen Scheune, Wohnstallhaus und Wirtschaftsgebäude zwei Toranlagen mit Pfeilern (die westliche eher eine Pforte), hinter Scheune und Wohnhaus Mauerzug mit weiterer Toranlage, links und rechts neben Herrenhaus flache, gekrümmte Anbauten (offenbar ursprünglich Art offener Gang). | 08974835 |
| Direkt Bild zu diesem Denkmal hochladen | Wohnstallhaus eines Vierseithofes | Am Weiler 1 (Karte)                 | Bezeichnet mit 1817 | Qualitätvoller Bau der Volksarchitektur mit klar gegliedertem Fachwerkobergeschoss und hohem einseitig abgewalmtem Steildach mit zwei Fledermausgaupenreihen, baugeschichtlich von Bedeutung. Gartenseite verputztes Fachwerk. | 08974836 |
| Direkt Bild zu diesem Denkmal hochladen | Wohnstallhaus eines Gehöftes | Am Weiler 7 (Karte)                 | Bezeichnet mit 1817 | Qualitätvoller Bau der Volksarchitektur mit verbrettertem Fachwerkobergeschoss und Krüppelwalmdach, baugeschichtlich von Bedeutung, in dieser Lage zudem ortsbildprägend. Segmentbogenportal mit Sandsteingewände und datiertem Schlussstein (bezeichnet mit 1817), waagerechte Scharrierung (im Sinne des Barock etwas kräftiger), wurde vom Gärtner und weiteren Arbeitskräften des Ludolf Colditz bewohnt, im kleinen Nebengebäude Kellerzugang. | 08974838 |
| Weitere Bilder                          | Meilenstein | Hauptstraße (Karte)                 | Nach 1858 | Aus Sandstein, Zeugnis des Vermessungswesens im Königreich Sachsen, verkehrsgeschichtlich von Bedeutung. Stein aus Basis und abgerundetem Aufsatz, Schriftzüge in vertieftem Feld kaum lesbar, Material Sandstein. | 08974839 |

## Glossen
| Bild           | Bezeichnung | Lage                          | Datierung                                                                  | Beschreibung | ID       |
| -------------- | --- | ----------------------------- | -------------------------------------------------------------------------- | --- | -------- |
| Weitere Bilder | Wohnstallhaus, Scheune und Erdkeller eines Bauernhofes | Finkenweg 1 (Karte)           | Bezeichnet mit 1830                                                        | Am ursprünglichsten erhaltenes Fachwerkensemble des Ortes, baugeschichtlich von Bedeutung. - Wohnstallhaus: Erdgeschoss massiv, Obergeschoss Fachwerk, Giebelseite Fachwerk erhalten, 2 zu 6 Achsen, Satteldach - Scheune: Fachwerkbau mit mittigem großen Holztor und weiteren kleineren Tür- und Toröffnungen, flaches Satteldach | 08974842 |
|                | Gasthof | Mügelner Landstraße 4 (Karte) | 19. Jahrhundert                                                            | Stattlicher Putzbau mit baugeschichtlicher und ortsgeschichtlicher Bedeutung. Verputzter Bruchsteinbau mit 3 zu 7 Achsen, an der Giebelseite noch Sandsteinfenstergewände vorhanden, hohes Mansardgiebeldach, rückwärtiger späterer Anbau.                                                                                          | 08974843 |
|                | Südliches Wohnstallhaus eines Vierseithofes | Oststraße 10 (Karte)          | 18. Jahrhundert                                                            | Weitestgehend ursprünglich erhaltenes Bauernhaus mit Fachwerk im Obergeschoss, Korbbogentürgewände und klarer Achsengliederung, baugeschichtlich von Bedeutung. Erdgeschoss massiv, Obergeschoss Fachwerk verputzt, Satteldach, zweites Portal wohl hinter heutigem Windfang.                                                       | 08974845 |
| Weitere Bilder | Quarzitsteinbruch mit Feldbahnanlage bestehend aus Lokschuppen, Ladekran mit Laufkatzen, Lagergebäude, 2 Brücken, Verladeanlage, 2 Weichen, Doppelkreuzungsweiche, 2 Loks und Loren sowie ein Löffelbagger und ein Brecher | Zum Steinbruch (Karte)        | Um 1935 (Loren); 1953–1954 (Loks); 1956–1958 (Brecher); 1960 (Lokschuppen) | Steinbruch seit Anfang des 20. Jahrhunderts betrieben, seit 1995 als Feldbahnschauanlage touristisch nachgenutzt, seltenes, vollständig erhaltenes Ensemble am Wirkungsort, wirtschafts- und technikgeschichtlich sowie landschaftsgestalterisch bedeutend                                                                          | 08974841 |

### Ehemaliges Denkmal (Glossen)
| Bild                                    | Bezeichnung                           | Lage                   | Datierung                 | Beschreibung | ID       |
| --------------------------------------- | ------------------------------------- | ---------------------- | ------------------------- | --- | -------- |
| Direkt Bild zu diesem Denkmal hochladen | Westliche Scheune eines Dreiseithofes | Am Wachtberg 4 (Karte) | 2. Hälfte 18. Jahrhundert | Älteste Scheune im Ort in Fachwerkbauweise mit imposantem Dach, baugeschichtlich von Bedeutung. Durchfahrtsscheune, Fachwerk weitgehend erhalten, hohes Satteldach (Betonsteine), breite Durchfahrt. Zwischen 2001 und 2009 abgerissen. | 08974253 |

## Grauschwitz
| Bild                                    | Bezeichnung               | Lage                                 | Datierung                 | Beschreibung | ID       |
| --------------------------------------- | ------------------------- | ------------------------------------ | ------------------------- | --- | -------- |
| Direkt Bild zu diesem Denkmal hochladen | Zwei Kellergewölbe        | Am Berg 1 (Karte)                    | 18. Jahrhundert           | Tonnengewölbe aus Bruchsteinmauerwerk, baugeschichtlich von Bedeutung. Bei dem Wohnhaus Am Berg 1 handelt es sich um das ehemalige Herrenhaus des Rittergutes Grauschwitz (kein Denkmal). Die beiden Kellergewölbe befinden sich östlich des Gebäudes, darüber befand sich früher ein Saal (Abbruch nach 1945). | 08974850 |
| Direkt Bild zu diesem Denkmal hochladen | Wohnhaus                  | Niedergrauschwitzer Straße 6 (Karte) | 2. Hälfte 18. Jahrhundert | Obergeschoss Fachwerk, baugeschichtlich und ortsgeschichtlich von Bedeutung, zudem von Belang für das Ortsbild. Vorkragendes massives Erdgeschoss, Obergeschoss Fachwerk mit weitem Strebenabstand, geringer Fensterabstand zur Traufe, hinterer Gebäudeteil massiv, Satteldach.                                | 08974851 |
| Direkt Bild zu diesem Denkmal hochladen | Scheune eines Bauernhofes | Obergrauschwitzer Straße 16 (Karte)  | Um 1800                   | Fachwerkbau, ortsgeschichtlich und architekturhistorisch bedeutsam, zudem wichtig für Ortsbild. Lang gestreckter Fachwerkbau auf verputztem Bruchsteinsockel, Drempel, zwei große Holztore und kleinere Tür- und Toröffnungen, zwei Korbbogentürgewände, Satteldach.                                            | 08974853 |

### Ehemaliges Denkmal (Grauschwitz)
| Bild                                    | Bezeichnung                          | Lage                                | Datierung           | Beschreibung | ID       |
| --------------------------------------- | ------------------------------------ | ----------------------------------- | ------------------- | --- | -------- |
| Direkt Bild zu diesem Denkmal hochladen | Östliches Wohnhaus eines Bauernhofes | Obergrauschwitzer Straße 11 (Karte) | Bezeichnet mit 1805 | Spätbarocker Putzbau mit markantem Krüppelwalmdach, baugeschichtlich von Bedeutung. Zweigeschossiger Putzbau mit Krüppelwalmdach, Segmentbogenportal mit datiertem Schlussstein. | 08974852 |

## Kemmlitz
| Bild | Bezeichnung                                             | Lage                             | Datierung                  | Beschreibung | ID       |
| ---- | ------------------------------------------------------- | -------------------------------- | -------------------------- | --- | -------- |
|      | Wohnhaus und angebautes Seitengebäude eines Bauernhofes | Straße der Freiheit 3, 5 (Karte) | 3. Viertel 19. Jahrhundert | Markanter historisierender Putzbau mit reicher Gliederung, baugeschichtlich von Bedeutung. - Wohnhaus: zweigeschossiger Putzbau mit Drempel, reiche Fassadengliederung, Fenstereinfassungen aus profilierten Rahmen, Konsolen und Stützen, an der Giebelseite Vorhäuschen mit Eingangsbereich, Satteldach mit Zwerchhaus - angebautes Seitengebäude: aus Bruchstein mit Satteldach | 08974854 |

## Lichteneichen
| Bild                                    | Bezeichnung                                                                                 | Lage                  | Datierung                 | Beschreibung | ID       |
| --------------------------------------- | ------------------------------------------------------------------------------------------- | --------------------- | ------------------------- | --- | -------- |
|                                         | Wohnhaus, Seitengebäude und Handschwengelpumpe eines Häusleranwesens                        | Bergstraße 1 (Karte)  | Um 1800                   | Malerisches Anwesen mit Wohnhaus in Fachwerkbauweise, baugeschichtlich und straßenbildprägend von Bedeutung. - Wohnhaus: Erdgeschoss massiv, Obergeschoss Fachwerk, Satteldach - Seitengebäude: kleiner verputzter Bruchsteinbau mit Satteldach - Handschwengelpumpe und Nutzgarten | 08974872 |
| Direkt Bild zu diesem Denkmal hochladen | Wohnhaus und Seitengebäude eines Häusleranwesens sowie Erdkeller (auf anderer Straßenseite) | Bergstraße 9 (Karte)  | Um 1800                   | Zeugnis der Volksbauweise, baugeschichtlich und straßenbildprägend von Bedeutung. Unter der Verbretterung noch das originale Fachwerk erhalten, ansonsten nur zwei liegende Fenster im Erdgeschoss.                                                                                 | 08974873 |
| Direkt Bild zu diesem Denkmal hochladen | Häuslerhaus                                                                                 | Bergstraße 10 (Karte) | 1. Hälfte 19. Jahrhundert | Obergeschoss Fachwerk, baugeschichtlich von Bedeutung. Erdgeschoss massiv, Giebel massiv, Obergeschoss Fachwerk, Satteldach. | 08974874 |

## Nebitzschen
| Bild           | Bezeichnung            | Lage                       | Datierung           | Beschreibung | ID       |
| -------------- | ---------------------- | -------------------------- | ------------------- | --- | -------- |
| Weitere Bilder | Wohnhaus eines Gehöfts | Glossener Straße 8 (Karte) | Bezeichnet mit 1807 | Obergeschoss Fachwerk, baugeschichtlich von Bedeutung. Sehr qualitätsvolles Segmentbogenportal, auch noch als Rest ansehnlich. | 08974855 |

## Neusornzig
| Bild           | Bezeichnung                                           | Lage                                   | Datierung                                                                      | Beschreibung | ID       |
| -------------- | ----------------------------------------------------- | -------------------------------------- | ------------------------------------------------------------------------------ | --- | -------- |
| Weitere Bilder | Wohnhaus eines Zweiseithofes                          | Am Schulberg 8 (Karte)                 | Bezeichnet mit 1838 (im Schlussstein über Haustür)                             | Durch seinen weitgehend erhaltenen Originalzustand ein wertvolles Beispiel für die Fachwerkbauweise, baugeschichtlich und ortsbildprägend von Bedeutung. Erdgeschoss verputzt, Obergeschoss zur Hofseite verbrettert zur Talseite aufgebrettertes Fachwerk. Farbigkeit: creme, Gewände und Sockel gelb, Obergeschoss rostrot. Krüppelwalmdach mit Biberschwanzdeckung, originale Fenster im Giebel, Sandsteingewände mit Schlussstein mit bezeichnet (1838 an Haustür), alte Fenster und Haustür. 1948 saniert (bezeichnet), heute denkmalgerecht saniert. | 08972414 |
| Weitere Bilder | Wohnhaus und Schuppen                                 | Kreuzegrund 1 (Karte)                  | Um 1935                                                                        | Putzbau der 1930er Jahre und damit für Neusornzig seltenes Beispiel aus dieser Zeit, baugeschichtlich von Bedeutung. Zweigeschossiger Putzbau (Klinkerbau) mit Klinkerelementen um Fensterbänder im Erdgeschoss, Sockel aus Backstein, Krüppelwalmdach mit Biberschwanzdeckung (alt) und Schleppgaube, originale Haustür mit Fensterglas, mehrfarbiges Rundbogenfenster, alte Fenster, Holzschuppen. | 08972415 |
| Weitere Bilder | Wohnhaus, Käsereigebäude, Hofpflaster und Einfriedung | Neusornziger Straße 11 (neben) (Karte) | Um 1910 (Wohnhaus, Hofpflaster und Einfriedung); bezeichnet mit 1934 (Käserei) | Architektonisch qualitätvolle Anlage mit Straßen- und Ortsbild prägender Wirkung, Käserei mit ortsgeschichtlicher Bedeutung. - Wohnhaus: zweigeschossiger neoklassizistischer Bau, Putzfassade mit schlichter Gliederung, Walmdach mit Zwerchgiebel (Schieferdeckung bzw. Dachpappe), Fledermausgauben, originale Fenster, Kunststeingewände, Haustür erneuert, Portal aus rotem Kunststein - Hofpflaster: Granitsteine in verschiedenen Größen, Tulpenmosaik vor Eingang - ehemalige Käserei: zweigeschossiger massiver Putzbau (Ziegel), zeittypische schlichte Klinkergliederung, originale Fenster, Haustüren, Tore, Krüppelwalmdach, Kunstschiefer - Einfriedung: Kunststeinpfeiler mit halbrundem Abschluss, dazwischen Lattenzaunsegmente | 08974255 |
|                | Häusleranwesen                                        | Neusornziger Straße 22 (Karte)         | Um 1820 und später                                                             | Obergeschoss Fachwerk, baugeschichtlich von Bedeutung. Zweigeschossiger Bau, Erdgeschoss massiv, hier Wandöffnungen stark verändert, Giebelseite massiv, straßenseitiges Obergeschoss Fachwerk, Fenster und Haustür erneuert, Satteldach (Asbestplatten). | 08974254 |
|                | Wohnhaus                                              | Sonnenblick 2b (Karte)                 | Um 1895                                                                        | Weitgehend original erhaltener Putzbau, anschauliches Zeugnis der Bebauung von Neusornzig aus dem Ende des 19. Jahrhunderts, baugeschichtlich von Bedeutung. Zweigeschossiger Putzbau (Bruchstein verputzt) in Hanglage auf Bruchsteinsockel, schlichte Putzgliederung, Putzfaschen und Putzbänder, Satteldach, Dachdeckung aus Dachpappe, Traufe aus Klinker, Sohlbänke aus Kunststein, Anbau, alte Fenster, Haustür neu. | 08972413 |

## Niedergoseln
| Bild                                    | Bezeichnung | Lage                                | Datierung                                                                                    | Beschreibung | ID       |
| --------------------------------------- | --- | ----------------------------------- | -------------------------------------------------------------------------------------------- | --- | -------- |
|                                         | Wohnhaus (Nr. 5), südliches Seitengebäude und westliche Scheune (Nr. 4) sowie nördliches Seitengebäude mit Kumthalle (Nr. 5a) eines Vierseithofes | An der Wassermühle 4, 5, 5a (Karte) | Um 1840 (Seitengebäude und Scheune); um 1854 (Bauernhaus); bezeichnet mit 1854 (Pferdestall) | Repräsentative Hofanlage, baugeschichtlich und wirtschaftsgeschichtlich von Bedeutung. - östliches Wohnhaus: zweigeschossig, massiv, verputzt, Satteldach, Gliederungselemente in Sandstein, Drempel, Eingangsvorbau aus DDR-Zeiten - südliches Seitengebäude: massiver Bruchsteinbau mit Satteldach, um 1920 im oberen Bereich verbrettert, originale hölzerne Fensterkreuze, Giebel mit Lastenkran an Traufseite angebaut, zu beiden Seiten zwei Reihen langer Hechtgauben, jüngere Tor- und Fensteröffnungen im Erdgeschoss - westliche Scheune: Hofseite Fachwerk, Satteldach, um 1920 mittig hölzerner Vorbau auf Betonpfeilern, Satteldach (Biberschwanzdeckung), sehr ruinöser Zustand - nördliches Seitengebäude mit Kumthalle und Pferdestall: anderthalbgeschossiger Bau, Bruchstein-Ziegel-Mauerwerk, verputzt, Satteldach, Gliederungselemente in Sandstein, am Giebel Inschrifttafel „Erbaut 1854“, Kumthalle mit Bögen, darüber hohes Dachhaus | 08965681 |
| Direkt Bild zu diesem Denkmal hochladen | Denkmal für die Gefallenen des Ersten Weltkrieges                                                                                                 | Brunnenstraße (Karte)               | Bezeichnet mit 1922                                                                          | Ortsgeschichtlich von Bedeutung. Konischer Granitpfeiler, im Sockelbereich herausgearbeiteter Stahlhelm, Inschrift „Für uns starben – Namen der Gefallenen – die dankbare Gemeinde Niedergoseln“. | 08965742 |
| Direkt Bild zu diesem Denkmal hochladen | Schule und Einfriedung | Brunnenstraße 4 (Karte)             | Um 1925/1930                                                                                 | Im traditionalistischen Stil der 1920er Jahre errichteter Putzbau, baugeschichtlich und ortsgeschichtlich von Bedeutung. - Schule: zweigeschossiger Putzbau (Anbau eingeschossig), steiles Satteldach (Biberschwanzdeckung), Klinkersockel, Schleppgaube, bündig schließende Fenster (außer im Giebel), Eingangsbereich in rotem Klinker mit Segmentbogen, Inschrift „Lasst uns Menschen werden“ mit Kinderrelief, Anbau hofseitig verändert - Einfriedung: rote Klinkerpfeiler und -mauer, Zaun neu | 08965745 |
| Direkt Bild zu diesem Denkmal hochladen | Wohnstallhaus eines Bauernhofes | Brunnenstraße 27, 28 (Karte)        | Bezeichnet mit 1806                                                                          | Markanter Fachwerkbau mit Krüppelwalmdach, baugeschichtlich und ortsbildprägend von Bedeutung. Zweigeschossig, Krüppelwalmdach, Erdgeschoss massiv, Korbbogenportal mit Schlussstein, zweiter Eingang verändert (Schlussstein erhalten), Fachwerkobergeschoss, alte Fenster (vermutlich 1910), Innen Kreuzgratgewölbe mit Sandsteinsäulen. | 08965740 |
|                                         | Gasthof | Grenzholzstraße 1 (Karte)           | Um 1840                                                                                      | Stattlicher Putzbau in weitgehendem Originalzustand, baugeschichtlich, ortsgeschichtlich und ortsbildprägend von Bedeutung. Zweigeschossiger Putzbau über winkligem Grundriss, Walmdach (Naturschiefer), Dachgaube, Holzgewände (teilweise mit alten Winterfenstern), teilweise Sandstein- und Putzgewände, alte Haustür, Mezzaningeschoss, Nesterputz von vermutlich 1915. | 08965744 |
| Direkt Bild zu diesem Denkmal hochladen | Wohnhaus, Seitengebäude und Tor eines Vierseithofes                                                                                               | Grenzholzstraße 3 (Karte)           | Um 1800 und später (Seitengebäude); bezeichnet mit 1806 (Bauernhaus)                         | Regionaltypische Fachwerkbauten als Zeugnis bäuerlicher Lebensweise, baugeschichtlich von Bedeutung. - Bauernhaus: zweigeschossig, Krüppelwalmdach, Fachwerkobergeschoss, verputzt, hofseitig zwei Sandsteinkorbbogenportale mit Schlusssteinen, teilweise alte Fenster, Speicherluke, Holztraufe - Seitengebäude: zweigeschossig, Erdgeschoss massiv, Fachwerkobergeschoss, einseitiges Krüppelwalmdach, preußisches Kappengewölbe innen, teilweise alte Fenster - Tor: Korbbogentor, verputzt, Biberschwanzabdeckung | 08965743 |

### Ehemaliges Denkmal (Niedergoseln)
| Bild                                    | Bezeichnung           | Lage                    | Datierung | Beschreibung | ID       |
| --------------------------------------- | --------------------- | ----------------------- | --------- | --- | -------- |
| Direkt Bild zu diesem Denkmal hochladen | Wohnhaus (ohne Anbau) | Brunnenstraße 7 (Karte) | Um 1820   | Authentisch erhaltener Wohnbau mit Korbbogenportal, womöglich Fachwerk im Obergeschoss, baugeschichtlich und straßenbildprägend von Bedeutung. Zweigeschossig, Krüppelwalmdach, Erdgeschoss massiv (Lehm, Bruchstein), im Obergeschoss wahrscheinlich Fachwerk hinter hochgmauerter Wand, gefaste Sandsteingewände überputzt, Korbbogenportal mit Schlussstein, leichte Veränderungen im Erdgeschoss, Holztraufe, straßenabgewandter Giebel ruinös. Anbau kein Denkmal. Zwischen 2020 und 2024 aus der Denkmalliste gestrichen. | 08965746 |

## Oetzsch
| Bild           | Bezeichnung                           | Lage                  | Datierung | Beschreibung | ID       |
| -------------- | ------------------------------------- | --------------------- | --------- | --- | -------- |
| Weitere Bilder | Herrenhaus des ehemaligen Rittergutes | Döllnitzaue 1 (Karte) | Um 1810   | Stattlicher Fachwerkbau mit charakteristischem Mansarddach mit Schopf, baugeschichtlich und ortsgeschichtlich von Bedeutung. - Herrenhaus: Erdgeschoss massiv, Bruchstein verputzt, Sandsteingewände, jüngere Öffnungen mit Ziegelmauerwerk, Obergeschoss Fachwerk, neue Fenster, Giebelseiten massiv, Sandsteingewände, Mansardwalmdach (Kronendeckung) mit Fledermausgauben - Wirtschaftsgebäude: Erdgeschoss massiv (Bruchstein), verputzt, spätere Tor- und Türöffnungen, vorwiegend neue Fenster, Sandsteingewände, Obergeschoss Fachwerk hofseitig, zum Teil alte Fenster, Schopfwalmdach; Abbruch 2004 | 08965682 |

### Ehemaliges Denkmal (Oetzsch)
| Bild                                    | Bezeichnung        | Lage                   | Datierung | Beschreibung | ID       |
| --------------------------------------- | ------------------ | ---------------------- | --------- | --- | -------- |
| Direkt Bild zu diesem Denkmal hochladen | Wohnhaus mit Anbau | Döllnitzaue 21 (Karte) | Um 1820   | Authentisch erhaltener Fachwerkbau als Zeugnis der kleinbäuerlichen Bauweise, baugeschichtlich und straßenbildprägend von Bedeutung; zwischen 2013 und 2015 abgerissen. Zweigeschossiger Bau mit Frackdach (Schieferdeckung), Erdgeschoss und eine Giebelseite massiv, Obergeschoss und ein Giebel Fachwerk, verputzte Sandsteingewände, kleine Rundbogenfenster und jüngere Putznutung im Giebel, neue Fenster, neue Haustür, Straßenseite: spätere Fensteröffnungen, kleiner gründerzeitlicher Stallanbau in angeschlepptem Teil, eingeschossiger, kleiner Anbau mit Satteldach (Schieferdeckung). | 08965684 |

## Paschkowitz
| Bild           | Bezeichnung                                                       | Lage                     | Datierung                 | Beschreibung | ID       |
| -------------- | ----------------------------------------------------------------- | ------------------------ | ------------------------- | --- | -------- |
|                | Straßenpflaster                                                   | Am Hasenbach (Karte)     | Frühes 20. Jahrhundert    | Gut erhaltenes verkehrsgeschichtliches Zeugnis und somit von ortsbildprägender Wirkung. Verschiedene Materialien, unterschiedliche Farbigkeit der jeweiligen Pflastersteine (gelb, rot, blaugrau). | 08972418 |
|                | Westliche Scheune und südliches Seitengebäude eines Dreiseithofes | Am Hasenbach 10 (Karte)  | Um 1820                   | Regionaltypische Fachwerkbauten, baugeschichtlich und ortsbildprägend von Bedeutung. - Scheune: Fachwerk, massiv unterfahren, hofabgewandte Seite mit verputztem Bruchstein, Fachwerk oben nicht vollständig - Stall: hofabgewandte Seite unten massiv, oben verbrettert, Fenster, Giebelseite massiv, Hofseite oben vermutlich Fachwerk (verblendet mit Metallplatten), Verhältnis von Mauerfläche zu Wandöffnungen verändert | 08972417 |
| Weitere Bilder | Bogenbrücke                                                       | Am Wiesengrund (Karte)   | 19. Jahrhundert           | Weitestgehend original erhaltenes technisches Denkmal, baugeschichtlich und landschaftsgestaltend von Bedeutung, Bogenbrücke aus Bruchstein (Sandstein) | 08972420 |
| Weitere Bilder | Handschwengelpumpe                                                | Am Wiesengrund 1 (Karte) | 1. Hälfte 20. Jahrhundert | Hölzerne Pumpe, ein seltenes Zeugnis der dörflichen Wasserversorgung von Paschkowitz, kulturgeschichtlich von Bedeutung | 08972419 |

## Pommlitz
| Bild | Bezeichnung | Lage                        | Datierung                                                  | Beschreibung | ID       |
| ---- | --- | --------------------------- | ---------------------------------------------------------- | --- | -------- |
|      | Herrenhaus (Nr. 10) und Wirtschaftsgebäude (Nr. 5, mit Pferdestall) des ehemaligen Rittergutes sowie Reste des Gutsparks | Zum Rittergut 5, 10 (Karte) | 17. Jahrhundert (Herrenhaus); um 1800 (Wirtschaftsgebäude) | Baugeschichtlich und ortsgeschichtlich von Bedeutung. - Herrenhaus: lang gestreckter, zweigeschossiger Putzbau mit Walmdach, im Kern wohl 17. Jahrhundert, im 19. Jahrhundert vermutlich parkseitige Anbauten mit Freitreppe und Umbau im Inneren, die sehr schlichte Putzfassade wohl nach 1945 sowie Einbau von Wohnungseinheiten, im Zuge des Umbaus nach 1945 hofseitige Eingänge und Treppenturm in Fachwerkbauweise entfernt, heute Leerstand - Wirtschaftsgebäude: Erdgeschoss massiv, Obergeschoss hofseitig zweiriegeliges Sichtfachwerk, Giebel und Rückseite massiv, Satteldach, an der Südseite mit Schopf, im Erdgeschoss durchgängig Stallbereich; der nördliche Stallteil ehemaliger Pferdestall, dreischiffig mit Kreuzgewölben auf Pfeilern, der südliche Stallteil ebenfalls mit Kreuzgewölben, Sandsteinfenster- und Türgewände - Reste des ehemaligen Gutsparks: südlich des Herrenhauses mit altem Baumbestand (Nebenanlage) | 09306080 |

## Poppitz
| Bild | Bezeichnung                                                                                     | Lage                 | Datierung                                                                                        | Beschreibung | ID       |
| ---- | ----------------------------------------------------------------------------------------------- | -------------------- | ------------------------------------------------------------------------------------------------ | --- | -------- |
|      | Wohnstallhaus, Torhaus und Seitengebäude eines ehemaligen Vierseithofes sowie Einfriedungsmauer | Amselweg 1 (Karte)   | 2. Hälfte 18. Jahrhundert (Wohnstallhaus); 1. Hälfte 19. Jahrhundert (Torhaus und Seitengebäude) | Eindrucksvolle Hofanlage aus dem Ende des 18. Jahrhunderts mit original erhaltenem Torhaus, letzteres mit sichtbarer Fachwerkkonstruktion im Obergeschoss, Zeugnis der Volksbauweise, zudem mit dem straßenseitigen Torhaus von singulärer Bedeutung (die Torhäuser haben sich nur selten erhalten).                            | 08974856 |
|      | Wohnstallhaus eines Bauernhofes                                                                 | Fasanenweg 1 (Karte) | Bezeichnet mit 1791                                                                              | Charakteristisches spätbarockes Bauernhaus mit Fachwerkobergeschoss, Krüppelwalmdach und bezeichnetem Segmentbogenportal, Zeugnis der Volksbauweise, baugeschichtlich von Bedeutung. Portale und Fenster im Erdgeschoss aus Sandsteingewänden, das kräftige Fachwerk aus Schwellen, Stielen, Streben und Riegeln, unterkellert. | 08974857 |

## Querbitzsch
| Bild                                    | Bezeichnung                                                                        | Lage                         | Datierung                          | Beschreibung | ID       |
| --------------------------------------- | ---------------------------------------------------------------------------------- | ---------------------------- | ---------------------------------- | --- | -------- |
| Direkt Bild zu diesem Denkmal hochladen | Nördliches Seitengebäude (mit Kumthalle) und westliche Scheune eines Vierseithofes | Ablaßer Straße 13 (Karte)    | 2. Hälfte 19. Jahrhundert          | Stattliche Putzbauten, Stallgebäude mit sehr klarer, axialer Gliederung, baugeschichtlich und wirtschaftsgeschichtlich von Bedeutung. Verputzte Bruchsteinbauten mit Satteldach, Seitengebäude mit Kumthalle und darüber liegendem Dacherker, Tür- und Fenstergewände im Obergeschoss aus Sandstein, Scheune mit zwei großen Toreinfahrten. | 08974858 |
| Weitere Bilder                          | Hesselmühle: Turmholländer (mit Mühlentechnik) und Nebengebäude                    | Wiederodaer Straße 3 (Karte) | Bezeichnet mit 1895, im Kern älter | Sehr gut erhaltener Turmholländer, baugeschichtlich, landschaftsgestaltend und technikgeschichtlich von Bedeutung. Datierung an Mauer vorhanden (Zugang während Begehung nicht möglich), Technik vorhanden. | 08974862 |
| Direkt Bild zu diesem Denkmal hochladen | Portal und Haustür                                                                 | Zum Dorfteich 13 (Karte)     | Bezeichnet mit 1831                | In barocken Formen, handwerklich-künstlerisch von Bedeutung | 08974860 |

### Ehemalige Denkmäler (Querbitzsch)
| Bild                                    | Bezeichnung                         | Lage                     | Datierung           | Beschreibung | ID       |
| --------------------------------------- | ----------------------------------- | ------------------------ | ------------------- | --- | -------- |
| Direkt Bild zu diesem Denkmal hochladen | Ehemalige Schmiede                  | Zum Dorfteich 2 (Karte)  | 1750–1850           | Stattlicher Fachwerkbau, baugeschichtlich, hausgeschichtlich und ortsgeschichtlich von Bedeutung; zwischen 2013 und 2015 abgerissen. Zweigeschossiges Gebäude mit Fachwerkobergeschoss und Krüppelwalmdach. | 08974859 |
| Direkt Bild zu diesem Denkmal hochladen | Ehemaliger Gasthof (heute Wohnhaus) | Zum Dorfteich 15 (Karte) | Bezeichnet mit 1833 | Zeittypischer Putzbau mit wohlproportionierter Fassade und Krüppelwalmdach, baugeschichtlich, ortsgeschichtlich und platzbildprägend von Bedeutung; zwischen 2013 und 2015 abgerissen. Zweigeschossiger Bau, überwiegend aus Bruchsteinmauerwerk, sieben Achsen, vierte Achse mit Portal, profiliertes Segmentbogenportal mit Schlussstein (bezeichnet mit 1833) und Initialen FLN, Obergeschoss zum Teil aus Ziegelmauerwerk, ursprünglich wohl Fachwerkobergeschoss. | 08974861 |

## Remsa
| Bild                                    | Bezeichnung | Lage                         | Datierung                 | Beschreibung | ID       |
| --------------------------------------- | --- | ---------------------------- | ------------------------- | --- | -------- |
| Direkt Bild zu diesem Denkmal hochladen | Vierseithof mit westlichem Wohnstallhaus, nördlichem Seitengebäude (mit Kumthalle), südlichem Seitengebäude und östlicher Scheune | Wiederodaer Straße 1 (Karte) | 2. Hälfte 19. Jahrhundert | Regionaltypische und weitgehend authentisch erhaltene Hofanlage, baugeschichtlich, wirtschaftsgeschichtlich und ortsbildprägend von Bedeutung. - Wohnstallhaus: verputzter Bruchsteinbau, 4 zu 12 Achsen, Tür- und Fenstergewände aus Sandstein, Türportal mit gerader Verdachung, im Giebel zwei Rundbogenfenster und Okulus, Satteldach - beide Seitengebäude: verputzte Bruchsteinbauten, das nördliche mit dreijochiger Kumthalle, Satteldächer - Scheune: in Fachwerkbauweise, zwischen den Gebäuden gemauerte Torbögen | 08974863 |
| Direkt Bild zu diesem Denkmal hochladen | Vierseithof mit östlichem Wohnstallhaus, südlichem Seitengebäude (mit Kumthalle), nördlichem Seitengebäude und westlicher Scheune | Wiederodaer Straße 2 (Karte) | 2. Hälfte 19. Jahrhundert | Regionaltypische und weitgehend authentisch erhaltene Hofanlage, baugeschichtlich, wirtschaftsgeschichtlich und ortsbildprägend von Bedeutung. - Wohnstallhaus: verputzter Bruchsteinbau, 3 zu 10 Achsen, Satteldach mit Dachhecht - beide Seitengebäude: verputzte Bruchsteinbauten, das südliche mit dreijochiger Kumthalle, Satteldächer - Scheune in Fachwerkbauweise | 08974864 |

## Schleben
| Bild                                    | Bezeichnung | Lage                        | Datierung             | Beschreibung | ID       |
| --------------------------------------- | --- | --------------------------- | --------------------- | --- | -------- |
| Direkt Bild zu diesem Denkmal hochladen | Gasthof mit Saalanbau | Gröppendorfer Weg 1 (Karte) | 18./19. Jahrhundert   | Historischer Gasthof von Schleben, im Innern noch Substanz des 18. Jahrhunderts, baugeschichtlich und ortsgeschichtlich von Bedeutung. Zweigeschossiger Putzbau mit seitlichem Saalanbau, Segmentbögen hinter den Fenstern, im 19. Jahrhundert überformt, Satteldach, Saalanbau mit originaler historisierender Ausmalung und Musikantenbühne. | 08974865 |
| Direkt Bild zu diesem Denkmal hochladen | Stützmauer | Schlebener Ring (Karte)     | 19. Jahrhundert       | Dem Straßenverlauf folgende Mauer aus Bruchsteinen, ortsbildprägend von Bedeutung | 08974866 |
| Direkt Bild zu diesem Denkmal hochladen | Wohnhaus eines ehemaligen Vierseithofes                                                                                     | Schlebener Ring 3 (Karte)   | Um 1800               | Straßenbildprägender Fachwerkbau mit markantem Schopfwalmdach, baugeschichtlich von Bedeutung. Wirkt mit dem Krüppelwalmdach und der Front des Fachwerkobergeschosses in den Straßenraum. | 08974868 |
| Direkt Bild zu diesem Denkmal hochladen | Wohnstallhaus eines ehemaligen Dreiseithofes                                                                                | Schlebener Ring 6 (Karte)   | Mitte 19. Jahrhundert | Charakteristisches Bauernhaus aus der Mitte des 19. Jahrhunderts, weitgehend im originalen Zustand erhalten, baugeschichtlich und ortsbildprägend von Bedeutung. Erdgeschoss massiv, Obergeschoss Fachwerk verputzt, 3 zu 9 Achsen, Sandsteinfenstergewände im Giebel und im Erdgeschoss, zwei spiegelgleiche Portale im Wohn- und im Stallteil (architraviert und mit Scheitelstein sowie Sturz versehen, vergleiche Sornzig, Öhninger Straße 26).        | 08974869 |
| Direkt Bild zu diesem Denkmal hochladen | Dreiseithof mit westlichem Wohnstallhaus, östlichem Seitengebäude und nördlicher Scheune sowie Einfriedungsmauer mit Pforte | Schlebener Ring 11 (Karte)  | Bezeichnet mit 1850   | Weitgehend ursprünglich erhaltener Bauernhof aus der Mitte des 19. Jahrhunderts, alle Gebäude mit Fachwerk, Zeugnis der Volksbauweise, baugeschichtlich und ortsbildprägend von Bedeutung. - Wohnstallhaus: Erdgeschoss massiv, Obergeschoss Fachwerk, Satteldach - Seitengebäude: Erdgeschoss massiv, Obergeschoss Fachwerk verbrettert, Satteldach - Scheune: teils massiv, teils Fachwerkkonstruktion, eine große Tordurchfahrt und weitere Toreinfahrt | 08974870 |

## Schweta
| Bild                                    | Bezeichnung | Lage                        | Datierung                                                                                      | Beschreibung | ID       |
| --------------------------------------- | --- | --------------------------- | ---------------------------------------------------------------------------------------------- | --- | -------- |
| Direkt Bild zu diesem Denkmal hochladen | Sachgesamtheitsbestandteil der Sachgesamtheit Döllnitzbahn mit folgendem Sachgesamtheitsteil: Strecke der Schmalspurbahn (siehe auch 09305782, Oschatz, Bahnhofsplatz 1) | (Flurstück 489/10) (Karte)  | 1884–1885                                                                                      | Eisenbahngeschichtlich und technikgeschichtlich von Bedeutung | 09305792 |
| Weitere Bilder                          | St. Andreaskirche (mit Ausstattung), Kirchhof mit Einfriedungsmauer, Grufthaus, zwei Grabmale und Denkmal für die Gefallenen des Ersten Weltkrieges                      | Kirchweg (Karte)            | 1751–1753 (Kirche); 18. Jahrhundert (Grabplatten); um 1840 (Gruft); nach 1918 (Kriegerdenkmal) | Kirche als Zentralbau unter dem Einfluss der Bauten von George Bähr errichtet, baugeschichtlich und ortsgeschichtlich von Bedeutung. - Kirche: verputzter Bruchsteinbau, Sandsteingliederungen, Grundriss in Form eines Vierpasses, Walmdach mit Dachreiter - Kriegerdenkmal: Stele auf Sockel aus Rochlitzer Porphyrtuff, verwaschene Inschrift, darüber Eichenlaub mit Eicheln als Relief - zwei barocke Sandsteingrabmale an der Kirchenmauer (18. Jahrhundert): - 1. Grabmal: zwei Inschrifttafeln, darüber Relief mit Kirche, Personen ..., darüber zwei Putti - 2. Grabmal: Inschrifttafeln von Rocaillemuschelformen eingefasst, Barockbekrönung aus Puttiköpfen und Kranz - Grufthaus für Rittergutsbesitzer Karl Heinrich Ferdinand Schütze und seine Frau Elisabeth (geborene James) im Rundbogenstil, Sandsteinbau mit Rundbogenfries mit Konsolen, darüber Inschrift „Der Herr ist die Auferstehung und das Leben“, profiliertes Rundbogentor mit schmiedeeisernem Gitter, innen Kreuzrippengewölbe auf Konsolen und Büsten der Schützes - Einfriedung: Bruchsteinmauer, zum Teil verputzt, gerader Abschluss durch Bruchsteinplatten                                                                               | 08965628 |
|                                         | Pfarrhaus und Einfriedungsmauer | Kirchweg 2 (Karte)          | Datiert 1821                                                                                   | Stattlicher Putzbau, baugeschichtlich und ortsgeschichtlich von Bedeutung. Zweigeschossiger, massiver Putzbau mit Krüppelwalmdach (Biberschwanzdeckung), im Erdgeschoss scharrierte Sandsteingewände, Obergeschoss Putzgewände, späterer Edelputz, alte Haustür mit Oberlichten, alte Fenster. | 08965629 |
| Direkt Bild zu diesem Denkmal hochladen | Wohnstallhaus | Kirchweg 4 (Karte)          | Um 1820                                                                                        | Architektonisch aufwändig gestalteter Fachwerkbau, baugeschichtlich von Bedeutung. Zweigeschossiger Bau mit Schopfwalmdach (neue Biberschwanzdeckung), Erdgeschoss massiv, neue Fenster, Mauer stark verformt, eventuell Lehmmauer, Obergeschoss Fachwerk, alte Fenster, an Giebelseite Obergeschoss Fenster zugesetzt, Erdgeschoss Stalleinbau mit hölzernen Fenstergewänden, Rückseite Öffnungen zugesetzt, Obergeschoss polygonaler Erker über Eingang, Fledermausgaube im Dach oberhalb des Erkers. | 08965627 |
|                                         | Transformatorenstation | Oschatzer Straße (Karte)    | Bezeichnet mit 1912                                                                            | Zeugnis der Elektrifizierung, versorgungs- und technikgeschichtliches Denkmal. Neu verputzter Turm mit hölzernen Öffnungen, Turmaufbau verschiefert, neue Biberschwanzdeckung. | 08965630 |
|                                         | Wohnhaus | Oschatzer Straße 12 (Karte) | Bezeichnet mit 1823                                                                            | Stattliches Fachwerkhaus, baugeschichtlich und straßenbildprägend von Bedeutung. Zweigeschossiger Bau mit Schopfwalmdach (alte Biberschwanzdeckung), Erdgeschoss massiv mit scharrierten Sandsteingewänden, Portal mit Schlussstein, Obergeschoss Fachwerk, Fenster und Haustür denkmalgerecht erneuert, Giebelseiten massiv, Fenster zum Teil zugesetzt, Sandsteingewände erhalten. | 08965624 |
|                                         | Gasthof | Oschatzer Straße 15 (Karte) | Bezeichnet mit 1822                                                                            | Markanter Putzbau mit charakteristischem Mansardwalmdach, baugeschichtlich, ortsgeschichtlich und straßenbildprägend von Bedeutung. Zweigeschossiger Putzbau mit breitem Mansardwalmdach, Sandsteingewände, Fenster und Haustür neu, Portal mit Schlussstein (bezeichnet mit 1822). Anbau kein Denkmal. | 08965625 |
|                                         | Schule | Oschatzer Straße 34 (Karte) | Um 1880                                                                                        | Zeittypischer Putzbau mit flachem Mansardwalmdach, baugeschichtlich und ortsgeschichtlich von Bedeutung. Zweigeschossiger, massiver Bau mit flachem Walmdach (Schieferdeckung), Sandsteingewände, originale Haustür und originale Fenster mit Winterfenstern, Sandsteinportal mit geradem Abschluss, Sandsteingesimse zwischen Erd- und Obergeschoss (oberes verbindet die Sohlbänke der Fenster im ersten Obergeschoss miteinander). | 08965632 |
|                                         | Schule | Oschatzer Straße 35 (Karte) | Um 1910                                                                                        | Putzbau mit markantem Dach im Reformstil der Zeit um 1910, baugeschichtlich, ortsgeschichtlich und straßenbildprägend von Bedeutung. Zweigeschossiger Putzbau mit geschwungenem Mansardwalmdach, an Straßenseite nicht abgewalmt, hoher Werksteinsockel, rückwärtig große originale Fenster, Dachreiter und ungewöhnlich überdachte Dachhäuschen an der Rückseite (alte Fenster), Straßenseite mit Relief mit Blumenranken, Drillingsfenster, straßenseitiger Anbau (Flachdach) mit Eingang, originale Haustür, aufwändiges Kunststeinportal (vertiefte Felder), Reliefs mit Kindern, geschwungener Abschluss. | 08965631 |
|                                         | Wohnmühlengebäude mit Mühlentechnik, angebautem Speicher und Seitengebäude                                                                                               | Zur Mühle 2 (Karte)         | Um 1850                                                                                        | Charakteristische Mahlmühle ihrer Zeit mit weitestgehend vollständiger Müllereiaustattung, Hauptbau gestalterisch hervorgehoben, baugeschichtlich, ortsgeschichtlich und technikgeschichtlich von Bedeutung. - Wohnmühlengebäude: zweigeschossiger Putzbau mit Drempelzone, Bruchsteinsockel (v. a. Granit), Satteldach (neue Deckung) mit originalen Lüftungshäuschen, originaler Putz, zum Teil abgeblättert, zwei Eingänge mit originalen Haustüren, Obergeschoss mit originalen Fenstern und Sandsteingewänden mit gerader Verdachung - Aufteilung des eigentlichen Mühlentraktes: Turbinenraum, Transmissionskeller, Walzenstuhlboden, Rohrboden und Sichterboden - Technik: Doppelwalzenstuhl Luther/Braunschweig, Ausmahlmaschine Helios/Loitz, Steinkran, Mahlgang (Reste) (auf dem Walzenstuhlboden), Quetsche Luther/Braunschweig, Mischmaschine und Schälmaschine?(auf dem Rohrboden), zwei Doppelplansichter und zwei Reinigungsmaschinen (darunter ein Aspirateur?) auf dem Sichterboden, außerdem Bremsfahrstuhl, Elevatoren usw. Der Speicher soll in den 1930er Jahren aufgestockt worden sein, in dieser Zeit sind möglicherweise auch die Aggregate von der Firma Luther aus Braunschweig aufgestellt worden. | 08965623 |

## Seelitz
| Bild                                    | Bezeichnung        | Lage                 | Datierung | Beschreibung                                      | ID       |
| --------------------------------------- | ------------------ | -------------------- | --------- | ------------------------------------------------- | -------- |
| Direkt Bild zu diesem Denkmal hochladen | Handschwengelpumpe | Waldstraße 4 (Karte) | Um 1900   | Hölzerne Pumpe, kulturgeschichtlich von Bedeutung | 08974871 |

## Sornzig
| Bild                                    | Bezeichnung | Lage                             | Datierung                                                                                                   | Beschreibung | ID       |
| --------------------------------------- | --- | -------------------------------- | --- | --- | -------- |
| Weitere Bilder                          | Sonnenbrunnen | Klosterstraße (Karte)            | Bezeichnet mit 1905                                                                                         | Brunnenbecken mit Schaft, Wasserspeier und schmiedeeiserner Bekrönung, künstlerisch von Bedeutung | 08974875 |
| Weitere Bilder                          | Kloster Marienthal (Sachgesamtheit) | Klosterstraße 16 (Karte)         | Ab 1241 | Sachgesamtheit Kloster Marienthal mit folgenden Einzeldenkmalen: Herrenhaus, Scheune und umlaufende Klostermauer mit Tor mit barockem Gitter (siehe Einzeldenkmale 08974876) sowie Gelände des ehemaligen Klostergartens und des Mauergartens (Gartendenkmal); baugeschichtlich, ortsgeschichtlich und ortsbildprägend von Bedeutung. Vom Kloster erhalten sind noch die umlaufende Klostermauer mit Tor und Nische in der Mauer, das Gutshaus des späteren Klostergutes (im Kern 16. Jahrhundert, Umbauten bis in das 19. Jahrhundert), das anstelle des Südflügels des Klosters errichtet wurde, und Reste der Klosterkirche sowie Kellerreste des Ostflügels. - Klostergarten: Garten des ehemaligen Klosters, Einfriedungsmauer aus Bruchstein (Trockenmauern, jetzt teilweise verputzt), zwei Toranlagen mit Ziergittern im Norden der Anlage, Klosterteich mit Insel, Altgehölzbestand (zwei Linden südlich des Herrenhauses, Platane auf der Insel des Klosterteiches), Reste der ehemaligen Klosterkirche im Norden des Geländes erhalten, teilweise in Klostermauer integriert, zwei Blut-Buchen (Fagus sylvatica f. purpurea) im Altarraum, außerdem ein Kellerraum des südöstlich anschließenden Seitenflügels noch vorhanden, neu angelegte Obstbaumwiese im Osten des Klostergartens - Mauergarten: wohl bereits zu Klosterzeiten und noch heute als Obstbaumgarten genutzt, Einfriedungsmauer aus Bruchstein (Trockenmauern) im Norden, Osten und Südosten erhalten | 09305778 |
| Weitere Bilder                          | Herrenhaus, Scheune und umlaufende Klostermauer mit Tor mit barockem Gitter sowie Einfriedungsmauer des sogenannten Mauergartens (Einzeldenkmale zu ID-Nr. 09305778) | Klosterstraße 16 (Karte)         | Ab 1241 (Klostermauer); 1771 Dendro (Herrenhaus); bezeichnet mit 1892–1895, Kern 16. Jahrhundert (Scheune); | Einzeldenkmale der Sachgesamtheit Kloster Marienthal; architektonisch und historisch bedeutend - Herrenhaus: zweigeschossig, mit Walmdach, Anbau niedriger, tonnengewölbte Keller, im Erdgeschoss drei Kreuzgratgewölbe, Tonne, beachtliche Mauerstärken mit korbbogenförmigen Fensterbögen, Treppe Ende 19. Jahrhundert, im Anbau zweischiffiger Stall über Säulenstellung (wohl 1892–1895) - Scheune: zum Teil aus älterem Material, in heutiger Form aber zwischen 1892 und 1895 entstanden, Hauptraum mit Rundbogen, Malerei mit Darstellung eines Bischofs (Mütze, Mitra) - Klostermauer: Einfriedungsmauer des Klostergartens sowie des sogenannten Mauergartens, Trockenmauerwerk (heute teilweise verputzt), Tor mit barockem Gitter, Reste der Klosterkirche teilweise in die Klostermauer integriert | 08974876 |
| Direkt Bild zu diesem Denkmal hochladen | Steinbogenbrücke | Klosterstraße 24 (neben) (Karte) | 19. Jahrhundert                                                                                             | Baugeschichtlich und ortsbildprägend von Bedeutung | 08974878 |
| Direkt Bild zu diesem Denkmal hochladen | Seitengebäude (mit Taubenhaus) eines Gehöfts | Klosterstraße 26 (Karte)         | Um 1765 | Eines der wenigen Fachwerkgebäude von Sornzig, baugeschichtlich und sozialgeschichtlich von Bedeutung | 08974877 |
| Weitere Bilder                          | Kirche, Kirchhof mit Einfriedung und Kirchhofsportal sowie zwei Grabmale                                                                                             | Öhninger Straße (Karte)          | Bezeichnet mit 1808, Wetterfahne (Kirche); nach 1900 (Grabmale)                                             | Spätbarocke Saalkirche, baugeschichtlich und ortsgeschichtlich von Bedeutung. - Kirche: lang gestreckter Putzbau, Saal mit geradem Abschluss, doppelte Fensterreihe, die obere Reihe mit Korbbogen, die untere Reihe nahezu quadratisch, Westturm mit Haube und Laterne sowie zwei kleinen Anbauten (u. a. Sakristei), an der Kirche zwei repräsentative historisierende Portale - Einfriedung: verputzte Bruchsteinmauer, sehr schönes Kirchhofsportal mit schmiedeeisernem Gitter, ein Teil der Kirchhofsmauer durch gründerzeitliche Grabmale dominiert - Grabmale: - 1. Grabmal Freiberg: dreizoniger Wandaufbau mit betonter Mitte - 2. Grabmal Kemmlitz: dreizoniger Wandaufbau mit mittiger Nischenarchitektur, lebensgroße Christusfigur | 08974879 |
| Direkt Bild zu diesem Denkmal hochladen | Wohnhaus, Seitengebäude und Torhaus eines Mühlenanwesens (Obermühle Sornzig)                                                                                         | Öhninger Straße 11 (Karte)       | 18. Jahrhundert                                                                                             | Alle Gebäude in Fachwerkbauweise, am ursprünglichsten erhaltene Mühle von Sornzig, baugeschichtlich, ortsgeschichtlich und technikgeschichtlich von Bedeutung | 08974880 |
| Direkt Bild zu diesem Denkmal hochladen | Handschwengelpumpe | Öhninger Straße 12 (Karte)       | Um 1900 | Hölzerne Pumpe, gut erhaltenes Beispiel, kulturgeschichtlich bedeutend | 08974881 |
| Direkt Bild zu diesem Denkmal hochladen | Wohnhaus mit winkligem Anbau (Mittelmühle Sornzig) | Öhninger Straße 23 (Karte)       | Bezeichnet mit 1734                                                                                         | Ehemalige Wassermühle, im Kern von 1734, baugeschichtlich, ortsgeschichtlich und technikgeschichtlich von Bedeutung. Baugruppe über winkelförmigem Grundriss, das ursprünglich aus Fachwerk bestehende Obergeschoss des Wohnhauses massiv ersetzt, dennoch die Kubatur weitgehend erhalten, Erdgeschoss und dessen Balkendecke von 1734. | 08974882 |
| Direkt Bild zu diesem Denkmal hochladen | Wohnstallhaus eines Dreiseithofes | Öhninger Straße 27 (Karte)       | Bezeichnet mit 1849                                                                                         | Repräsentativer Putzbau des 19. Jahrhunderts, baugeschichtlich von Bedeutung. Klar gegliederte Fassade mit Kniestock sowie Krüppelwalmdach, zwei Portale, Eingang zum Wohnhaus architraviert. Die anderen Gebäude schon zu stark verändert (Scheune von 1867). | 08974883 |
| Direkt Bild zu diesem Denkmal hochladen | Wohnhaus eines Bauernhofes | Öhninger Straße 34 (Karte)       | 1. Hälfte 19. Jahrhundert                                                                                   | Obergeschoss Fachwerk, baugeschichtlich von Bedeutung | 08974884 |
| Direkt Bild zu diesem Denkmal hochladen | Pfarrhaus, Remisengebäude, Mauer zwischen beiden Gebäuden, Einfriedungsmauer und Pfarrgarten                                                                         | Öhninger Straße 39 (Karte)       | Mitte 19. Jahrhundert                                                                                       | Pfarrhaus zeittypischer Putzbau mit spätklassizistischem Portal, baugeschichtlich und ortsgeschichtlich von Bedeutung. - Pfarrhaus: zweigeschossiger Putzbau mit Satteldach, hervorgehobenes Portal, architraviert, darüber Sturz auf Konsolen, Füllungstür mit geometrischen Feldern, Oberlicht gesprosst, horizontale Gliederung durch Bänder – unter dem Dachfries mit Zapfen - Remise: eingeschossiger Putzbau mit Drempel, Satteldach, zwischen beiden Gebäuden Mauer mit Korbbogenportal (Zugang zum Obstgarten) - als Stützmauer fungierende Einfriedungsmauer entlang der Straße - Pfarrgarten: prägende Hainbuche (Carpinus betulus) in der Südecke des Grundstücks, außerdem Rhododendron im Vorgarten und große Eibe (Taxus baccata) westlich des Pfarrhauses, Obstwiese im Westen des Grundstücks | 08974885 |

## Wetitz
| Bild           | Bezeichnung                                                         | Lage                         | Datierung | Beschreibung | ID       |
| -------------- | ------------------------------------------------------------------- | ---------------------------- | --- | --- | -------- |
| Weitere Bilder | Mahl- und Sägemühle mit umfänglicher Ausstattung (Silbermann-Mühle) | Mühlenstraße 1 (Karte)       | Bezeichnet mit 1895 (Mühle); um 1910 (Sägegatter der Firma Lein, seltenes Horizontalsägegatter der Firma Wetz, Quetsche der Firma MIAG); um 1935, Firma MIAG, Typ 1928 k (Doppelwalzenstuhl) | Zeigt Aufbau und Ausstattung von Müllereigebäuden ihrer Zeit in erstaunlich gutem Erhaltungszustand, ortsgeschichtlich, aber vor allem technikgeschichtlich bedeutend | 09306867 |
|                | Auszugshaus mit Oberlaube und Seitengebäude eines Dreiseithofes     | Mühlenstraße 8 (Karte)       | Um 1793 | Weitestgehend original erhaltene Gebäude, geschlossene Anlage, Auszugshaus mit für den Kreis Torgau-Oschatz seltener Oberlaube, baugeschichtlich und hausgeschichtlich von Bedeutung. - Auszugshaus: Erdgeschoss massiv, jüngere Toreinbauten, zum Teil alte Fenster, Obergeschoss Fachwerk mit Oberlaube, zum Teil originale Fenster - Seitengebäude: an Auszugshaus angebaut, massiver Bau mit Satteldach, Hofseite weit vorspringendes Dach, Putz und Öffnungen neu | 08965683 |
| Weitere Bilder | Erdkeller                                                           | Mühlenstraße 9 (vor) (Karte) | 19. Jahrhundert | Kulturgeschichtlich und straßenbildprägend von Bedeutung. Bruchsteinmauer, zur Mitte hin ansteigend, breites Holztor, Türsturz später erneuert, Putz abgeblättert, Sandstein zum Teil stark verwittert. | 08965685 |

## Zävertitz
| Bild                                    | Bezeichnung                                                                | Lage                   | Datierung                 | Beschreibung | ID       |
| --------------------------------------- | -------------------------------------------------------------------------- | ---------------------- | ------------------------- | --- | -------- |
| Direkt Bild zu diesem Denkmal hochladen | Wohnstallhaus, Seitengebäude und Scheune und eines Dreiseithofes           | Dorfstraße 12 (Karte)  | 1. Hälfte 19. Jahrhundert | In ihrer Struktur sehr gut erhaltene Hofanlage mit Gebäuden in Fachwerkbauweise, baugeschichtlich und ortsbildprägend von Bedeutung. - Wohnstallhaus: Erdgeschoss massiv, Obergeschoss Fachwerk, Satteldach, Seitengebäude analog - Scheune mit Anbau Putzbau mit großer Toreinfahrt, Satteldach | 08974886 |
| Direkt Bild zu diesem Denkmal hochladen | Zwei Seitengebäude und Toranlage eines Vierseithofes                       | Dorfstraße 14 (Karte)  | Bezeichnet mit 1904–1905  | Repräsentative Hofanlage aus dem Anfang des 20. Jahrhunderts mit zum Teil aufwändiger Klinker-Putz-Architektur, baugeschichtlich und ortsbildprägend von Bedeutung. Leider wesentliche Teile stark beeinträchtigt durch Einbauten, Umbauten usw. | 08974887 |
| Direkt Bild zu diesem Denkmal hochladen | Wohnstallhaus, Seitengebäude und Scheune eines Dreiseithofes sowie Hofbaum | Zum Grund 1 (Karte)    | Mitte 19. Jahrhundert     | Weitgehend ursprünglich erhaltene, einheitlich gestaltete Hofanlage etwa aus der Mitte des 19. Jahrhunderts, Wohnstallhaus baukünstlerisch hervorgehoben durch die in jener Zeit typische Zwillingsfenster im Giebel und Dachhechte an den Traufseiten, baugeschichtlich von Bedeutung. Schlichte, zumeist axiale Gliederung der Fassaden, Gebäude massiv, die Öffnungen aus Sandsteingewänden (bis auf die veränderten Eingänge am Wohnstallhaus). Hofbaum stattliche Kastanie. | 08974888 |
| Direkt Bild zu diesem Denkmal hochladen | Wohnstallhaus eines ehemaligen Bauernhofes                                 | Zum Grund 2, 4 (Karte) | 1. Hälfte 19. Jahrhundert | Eindrucksvoller Fachwerkbau von stattlicher Größe, baugeschichtlich und ortsbildprägend von Bedeutung. Möglicherweise stammt das Wohnstallhaus noch aus dem 18. Jahrhundert. Abbruch Seitengebäude mit Kummethalle 1997. | 08974889 |

## Zschannewitz
| Bild                                    | Bezeichnung | Lage                                              | Datierung             | Beschreibung | ID       |
| --------------------------------------- | ----------- | ------------------------------------------------- | --------------------- | --- | -------- |
| Direkt Bild zu diesem Denkmal hochladen | Wegestein   | (Gemarkung Niedergoseln, Flurstück 260/1) (Karte) | Mitte 19. Jahrhundert | Am Feldweg zwischen Döhlen, Schrebitz und Sömnitz, technisches Denkmal von landschaftsbildprägender und verkehrstechnischer Bedeutung. Sandsteinblock, scharriert, flacher, zeltdachförmiger Abschluss. | 08965679 |

## Tabellenlegende
- Bild: Bild des Kulturdenkmals, ggf. zusätzlich mit einem Link zu weiteren Fotos des Kulturdenkmals im Medienarchiv Wikimedia Commons. Wenn man auf das Kamerasymbol klickt, können Fotos zu Kulturdenkmalen aus dieser Liste hochgeladen werden:
- Bezeichnung: Denkmalgeschützte Objekte und ggf. Bauwerksname des Kulturdenkmals
- Lage: Straßenname und Hausnummer oder Flurstücknummer des Kulturdenkmals. Die Grundsortierung der Liste erfolgt nach dieser Adresse. Der Link (Karte) führt zu verschiedenen Kartendiensten mit der Position des Kulturdenkmals. Fehlt dieser Link, wurden die Koordinaten noch nicht eingetragen. Sind diese bekannt, können sie über ein Tool mit einer Kartenansicht einfach nachgetragen werden. In dieser Kartenansicht sind Kulturdenkmale ohne Koordinaten mit einem roten bzw. orangen Marker dargestellt und können durch Verschieben auf die richtige Position in der Karte mit Koordinaten versehen werden. Kulturdenkmale ohne Bild sind an einem blauen bzw. roten Marker erkennbar.
- Datierung: Baubeginn, Fertigstellung, Datum der Erstnennung oder grobe zeitliche Einordnung entsprechend des Eintrags in der sächsischen Denkmaldatenbank
- Beschreibung: Kurzcharakteristik des Kulturdenkmals entsprechend des Eintrags in der sächsischen Denkmaldatenbank, ggf. ergänzt durch die dort nur selten veröffentlichten Erfassungstexte oder zusätzliche Informationen
- ID: Vom Landesamt für Denkmalpflege Sachsen vergebene, das Kulturdenkmal eindeutig identifizierende Objekt-Nummer. Der Link führt zum PDF-Denkmaldokument des Landesamtes für Denkmalpflege Sachsen. Bei ehemaligen Kulturdenkmalen können die Objektnummern unbekannt sein und deshalb fehlen bzw. die Links von aus der Datenbank entfernten Objektnummern ins Leere führen. Ein ggf. vorhandenes Icon  führt zu den Angaben des Kulturdenkmals bei Wikidata.

## Ausführliche Denkmaltexte
1. ↑  Schloss Ruhetal:
Die Geschichte des seit dem 16. Jahrhundert „Ruhetal“ genannten Schlosses wird bis 1581 vor allem von den Meißner Bischöfen geprägt, die Mügeln zu einer ihrer Residenzen erkoren hatten. Danach gelangte es in landesherrlichen Besitz und verblieb dort mit einer Unterbrechung im späten 17. und frühen 18. Jahrhundert. Seit dem 18. Jahrhundert entwickelte es sich zu einem der großen kurfürstlichen Kammergüter. Im 19. Jahrhundert diente das Schloss u. a. als Justizamt und Rentamt. Die bis 1990 als volkseigenes Gut geführte Anlage besteht aus dem unmittelbaren Schlossbereich mit umgebenden Wirtschaftsgebäuden sowie umfangreichen neuen Stallanlagen nördlich der Döllnitz. Denkmalpflegerisch von Belang sind das eigentliche Schloss sowie die um den großen Wirtschaftshof gruppierten Gebäude, davon insbesondere der nördlich gelegene Speicher von 1668 (Jahreszahl im Portalschlussstein) mit einmaliger Originalsubstanz, der östlich davon gelegene Torbau, die östlich des Schlosses gelegene Scheune und der ehemalige Gefängnisbau. Zwei Stall- und Wohngebäude aus der Zeit um 1870, zuletzt für Verwaltungszwecke genutzt, flankieren die südliche Zufahrt im Zuge der Schloßstraße. Das westliche Hofgebäude ist ein Neubau, der keinen Denkmalwert besitzt und nur als räumlicher Hofabschluss von Bedeutung ist (Delang).